# Macau
Macau (em chinês tradicional: 澳門; em chinês simplificado: 澳门; pinyin: Àomén, pronunciado: [ɑ̂ʊ̯mə̌n]; em cantonês jyutping: Ou3mun4 ou Ou3mun2 em cantonês Yale: Oumùhn, pronunciado: [ʔōu mǔːn], em hacá: Au4mun2) é uma das regiões administrativas especiais (RAEM) da China desde 20 de dezembro de 1999, sendo a outra Hong Kong. Antes desta data, Macau foi colonizada e administrada por Portugal durante mais de 400 anos e é considerada o primeiro entreposto comercial, bem como a última colónia europeia na Ásia.
A colonização de Macau teve início em meados do século XVI, com uma ocupação gradual de navegadores portugueses que rapidamente trouxeram prosperidade a este pequeno território, tornando-o numa grande cidade e importante entreposto comercial entre a China, a Europa e o Japão. Macau atingiu o seu auge nos finais do século XVI e nos inícios do século XVII, mas só em 1887 a China reconheceu oficialmente a soberania e a ocupação perpétua portuguesa de Macau, através do "Tratado de Amizade e Comércio Sino-Português". Em 1967, como consequência do Motim 12–3, que marcou a revolta de residentes chineses de Macau a favor dos comunistas, em 3 de dezembro de 1966, Portugal renunciou à sua ocupação perpétua de Macau. Em 1987, após intensas negociações entre Portugal e a República Popular da China, os dois países acordaram que Macau voltaria para a soberania chinesa no dia 20 de dezembro de 1999.
A Região Administrativa Especial de Macau é constituída pela península de Macau e por duas ilhas: Taipa e Coloane. Após a ligação feita por meio de um aterro, o istmo de Cotai, Macau ficou com a superfície total de 28,6 km². Situa-se na costa meridional da China, a oeste da foz do rio das Pérolas e a 60 km de Hong Kong, que se encontra aproximadamente a leste de Macau. Faz fronteira a norte e a oeste com a zona económica especial de Zhuhai, logo é adjacente à província de Cantão. Conforme o censo de 2015, Macau tem cerca de 640.700 habitantes, sendo a esmagadora maioria de etnia chinesa.
Desde 20 de dezembro de 1999, o nome oficial de Macau é "Região Administrativa Especial de Macau da República Popular da China" (RAEM). Após o estabelecimento da RAEM, Macau atua sob os princípios do Governo Popular Central da China de "um país, dois sistemas", da "Administração de Macau pela Gente de Macau" e de "Alto Grau de Autonomia", gozando por isso de um estatuto especial, semelhante ao de Hong Kong, e possuindo consequentemente um elevado grau de autonomia, limitado apenas no que se refere às suas relações exteriores e à defesa. Foi também garantido pela RPC a preservação do seu sistema económico-financeiro e das suas especificidades durante pelo menos cinquenta anos, isto é, pelo menos até 2049.

## Etimologia
Antes da colonização portuguesa ocorrida no início do século XVI, Macau era conhecida como Hou Keng ("Ostra Espelho") ou Keng Hoi ("Mar de Espelho"). O seu nome chinês (Ou Mun), que, à letra, significa "Porta da Baía", parece ter origem no facto de a península de Macau ser habitada, antes da chegada dos portugueses, por várias povoações de pescadores e alguns camponeses chineses vindos das províncias de Fuquiém e Cantão. O seu nome português (Macau) parece ter origem num dos primeiros locais de desembarque dos navegadores portugueses, a Baía de A-Má (em cantonês, "A-Ma Kong"), nome esse que se deve à existência nessa baía de um templo em homenagem à deusa A-Má. A-Má Gao se tornaria, Amacao, Macao e, por fim, Macau.

## História

### Domínio chinês
Através de estudos arqueológicos, há fortes indícios que comprovam que os chineses se estabeleceram na península de Macau entre quatro e dois mil anos antes de Cristo e em Coloane há cinco mil anos. Durante a Dinastia Ming, muitos pescadores oriundos de Cantão e de Fuquiém estabeleceram-se em Macau e foram eles que construíram o famoso Templo de A-Má. Edificaram também várias povoações, sendo uma das mais importantes localizada em Mong-Há. Pensa-se que o templo mais antigo de Macau, o Templo de Kun Iam, se localizava precisamente nesta região do Norte da península de Macau.

### Ocupação portuguesa

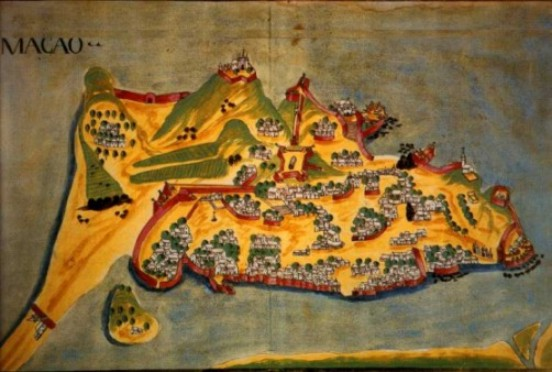
Mapa da península de Macau no Livro das Plantas de Todas as Fortalezas, c. 1635

Os portugueses estabeleceram-se provisoriamente em Macau entre 1553 e 1554, sob o pretexto de secar a sua carga. Em 1557, as autoridades chinesas autorizaram os portugueses a se estabelecerem permanentemente em Macau, concedendo-lhes um considerável grau de autogoverno. Em troca, os portugueses foram obrigados a pagar aluguel anual (cerca de 500 taéis de prata) e certos impostos a estas autoridades, que defendiam que Macau continuava a ser parte integrante do Império Chinês. As autoridades chinesas tiveram desde sempre algum medo e desprezo pelos estrangeiros, passando a supervisionar atentamente os portugueses de Macau e a exercer, até meados do século XIX, uma grande influência na administração deste entreposto comercial. Desde então, Macau desenvolveu-se como intermediário no comércio triangular entre a China, o Japão e a Europa, numa época em que as autoridades chinesas proibiram o comércio directo com o Japão por mais de cem anos. Este lucrativo comércio trouxe enorme prosperidade para Macau, tornando-a numa grande cidade comercial e ajudando-a a atingir o seu auge nos finais do século XVI e inícios do século XVII.

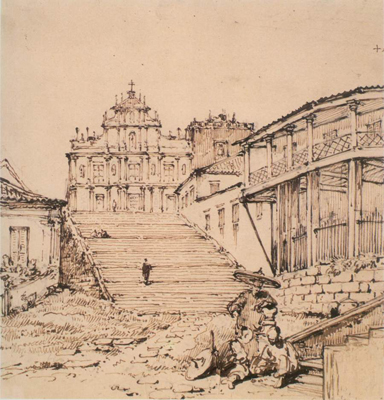
Ruínas de São Paulo, George Chinnery (1774–1852). A catedral foi construída em 1602 e destruída por um incêndio em 1835. Somente a fachada sul chegou aos dias de hoje.

Para além de ser um entreposto comercial, Macau desempenhou também um papel activo e fulcral na disseminação do catolicismo, tornando-se também um importante ponto de formação e de partida de missionários católicos para os diferentes países do Extremo Oriente, principalmente para a China. Por este motivo, o Papa Gregório XIII criou, em 1576, a Diocese de Macau. Esses missionários desempenharam também um importante papel no intercâmbio cultural, científico e artístico entre a China e o Ocidente, e no desenvolvimento da cultura e da educação de Macau.
Em 1583, foi criado o Leal Senado, sede e símbolo do poder e do governo local, pelos moradores portugueses, mais precisamente pelos comerciantes de Macau. Este organismo político, considerado como a primeira câmara municipal de Macau, foi fundada com o objetivo de proteger o comércio controlado por Macau, de estabelecer a ordem e a segurança nesta cidade e de resolver os problemas quotidianos. Apesar de a partir de 1623 Macau passar a ter um governador português, o Leal Senado, até à primeira metade do século XIX, continuou a manter uma grande autonomia e a exercer um papel fundamental na administração da cidade.
Devido à sua prosperidade, Macau foi várias vezes atacada pelos holandeses ao longo da primeira metade do século XVII. O ataque mais importante teve início em 22 de junho de 1622, quando cerca de 800 soldados holandeses desembarcaram, numa tentativa de conquistar a cidade. Após dois dias de combate, em 24 de junho, os invasores foram derrotados, sofrendo elevadas baixas (cerca de 350 mortes) e conseguindo abater apenas algumas dezenas de portugueses. Para Macau, desprevenida, esta vitória foi considerada um milagre. Em 1638–1639, o comércio português com o Japão foi interrompido, devido às políticas de isolamento levados a cabo pelo então xogum japonês, Tokugawa Iemitsu. Este acontecimento afectou seriamente a economia de Macau, que entrou rapidamente em declínio.

### Século XIX

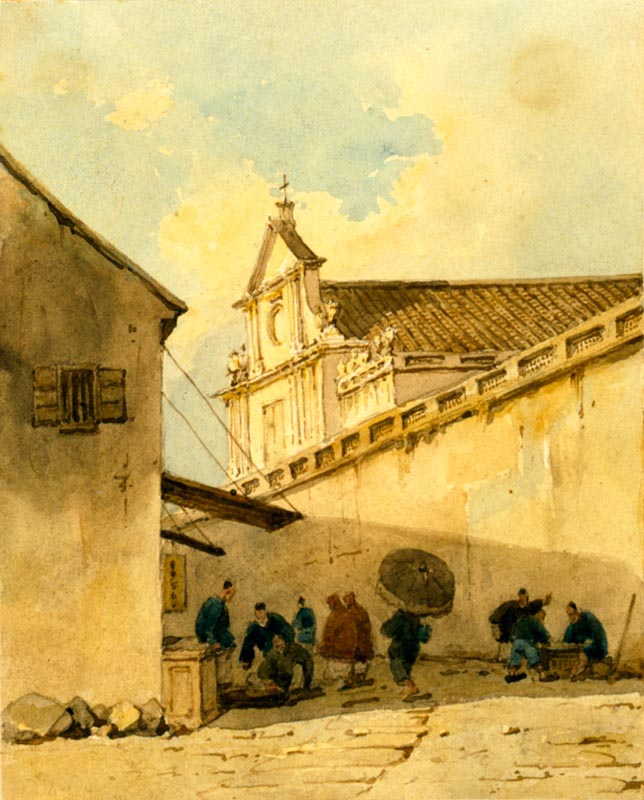
Rua de Macau na década de 1840

No contexto da Guerra Peninsular, em setembro de 1808 foi ocupada por tropas da força expedicionária sob o comando do contra-almirante William O'Brien Drury, comandante-chefe das Forças Navais Britânicas nos mares da Ásia, a pretexto de proteção contra a ameaça francesa. Esse efetivo foi reembarcado no final desse mesmo ano, por força da concentração de cerca de 80 000 homens do exército chinês diante das portas da cidade.
Desde os meados do século XVII, Macau, mesmo perdendo muitos mercados de comércio ao longo dos tempos (a começar pelo encerramento do comércio com o Japão) e vivendo com alguma frequência na pobreza e miséria, conseguiu ainda reter a sua importância económica e estratégica enquanto porto europeu na China. Mas, esta importância foi seriamente reduzida na Primeira Guerra de Ópio em 1841 quando Hong Kong se tornou no porto ocidental mais importante na China.
Em 1844, através de um decreto real, Macau foi ingressado finalmente na estrutura administrativa ultramarina portuguesa. Porém, este acto não foi reconhecido pela China. Este documento real redefiniu ainda e mais uma vez que o Governador era o principal órgão político-administrativo de Macau e não o Leal Senado, que já tinha perdido a sua importância e influência política em 1834.

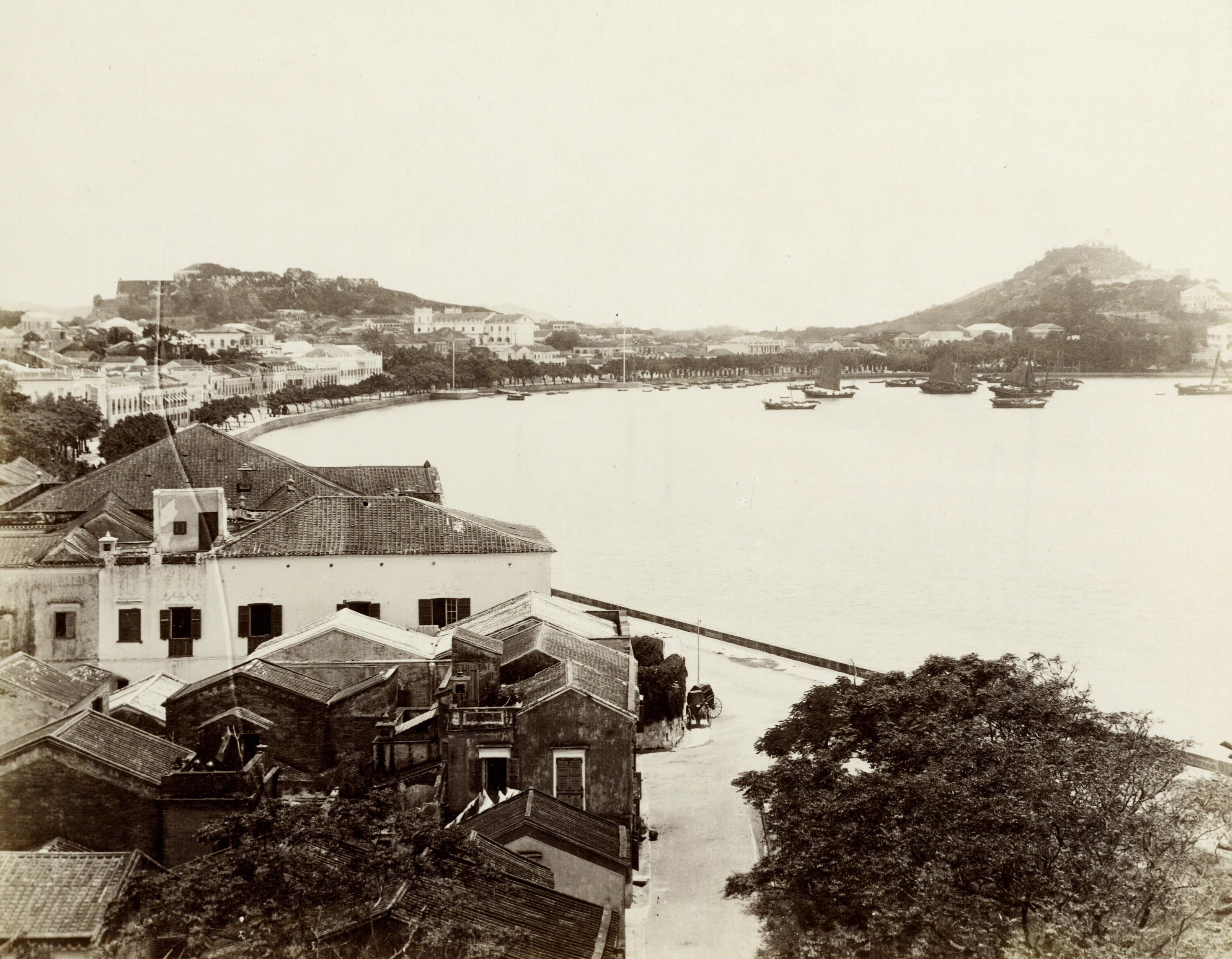
Macau em 1870

Em 1845, Portugal declarou a cidade um porto franco. O Governador João Ferreira do Amaral (1846–1849) ordenou o fim do pagamento do aluguer anual e dos impostos chineses, a expulsão dos mandarins de Macau e a abolição, em 1849, da alfândega chinesa (o Ho-pu). Durante o século XIX, os portugueses ocuparam a parte Norte da península de Macau (naquela altura ocupada pelos chineses), as ilhas da Taipa (em 1851) e de Coloane (em 1864). Eles começaram também a expandir a sua influência às ilhas vizinhas de Lapa, Dom João e Montanha. Em 1887, Portugal diligenciou junto do debilitado e fraco Governo Chinês a assinatura do Tratado de Amizade e Comércio Sino-Português, o qual reconhecia e legitimava a ocupação perpétua de Macau e das suas dependências pelos portugueses.

### Século XX

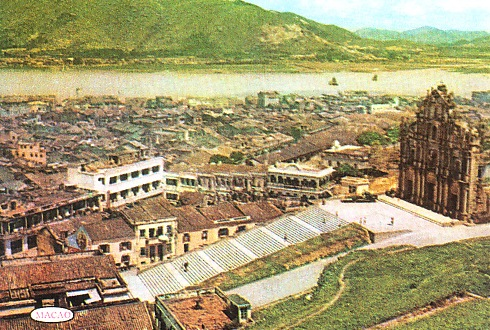
Macau em 1955

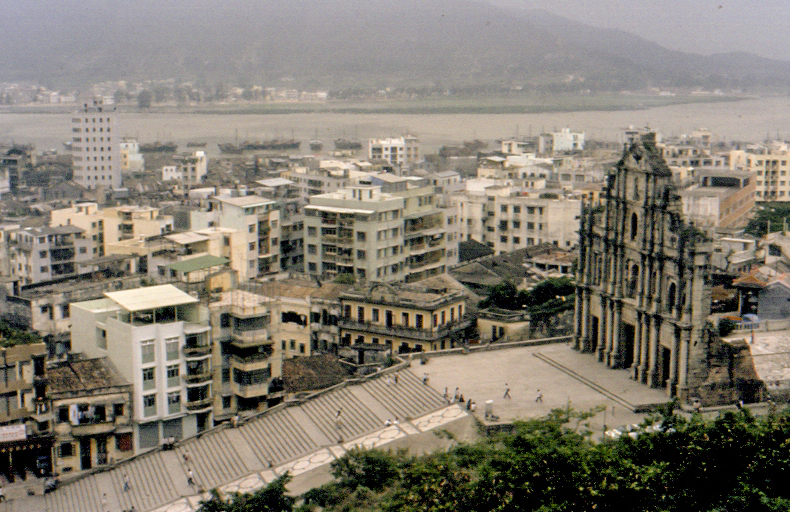
Macau em 1981

O Governo de Macau, querendo criar a sua própria moeda oficial, autorizou, em 1901, o Banco Nacional Ultramarino (BNU) a emitir notas com a denominação de patacas. As primeiras notas impressas começaram a entrar em circulação em 1906 e 1907. Portugal não participou formalmente da Segunda Guerra Mundial (1939–1945); portanto, Macau tornou-se um dos únicos locais do Sudeste Asiático a permanecer neutro frente ao conflito mundial. Por esta razão, um grande número de refugiados chineses, fugindo à ocupação japonesa, foram abrigar-se provisoriamente em Macau, fazendo duplicar a sua população durante aquele período. Esta afluência de refugiados causou muitos problemas, principalmente os relativos à sobrepopulação e à falta de bens alimentares.
O Japão respeitou a neutralidade de Portugal e por isso também a de Macau. Mas, mesmo não ocupando Macau, os temidos japoneses exerceram uma enorme influência no Governo de Macau, ameaçando-o muitas vezes. Como por exemplo, em 1941, as ilhas de Lapa, Dom João e Montanha, ocupadas oficialmente pelos portugueses em 1938, foram abandonadas devido a uma ameaça emitida pelo Exército Japonês. Consequentemente, os japoneses ocuparam-nas, mas com o terminar da Segunda Guerra Mundial, em 1945, elas foram restituídas à China, devido à informalidade da presença portuguesa nessas três ilhas.
Em 1949, deu-se a fundação da República Popular da China (RPC), de carácter comunista e anticolonialista. Esta nova república declarou o "Tratado de Amizade e Comércio Sino-Português" como um dos muitos tratados desiguais impostos pelas potências europeias à China e por isso foi declarado inválido. Mas, o novo regime não esteve ainda disposto a tratar desta questão histórica dos tratados desiguais, por isso o statu quo de Macau foi provisoriamente mantido.
No dia 3 de dezembro de 1966 ocorreu em Macau um célebre motim popular levantado por chineses pró-comunistas descontentes e fortemente influenciados pela Revolução Cultural de Mao Tse-tung. Este acontecimento é vulgarmente chamado de Motim 12–3. Neste dia de protestos, houve 11 mortos e cerca de 200 feridos e foi necessário a mobilização de soldados para controlar a situação. O motim gerou terror e uma grande tensão em Macau, sendo o assunto encerrado apenas em 29 de janeiro de 1967, com um humilhante pedido de desculpas do Governo de Macau à comunidade chinesa local. Este motim fez também com que Portugal renunciasse a sua ocupação perpétua sobre Macau e reconhecesse o poder e o controlo de facto dos chineses sobre Macau, marcando o princípio do fim do período colonial desta cidade.

### Transferência da soberania para a China

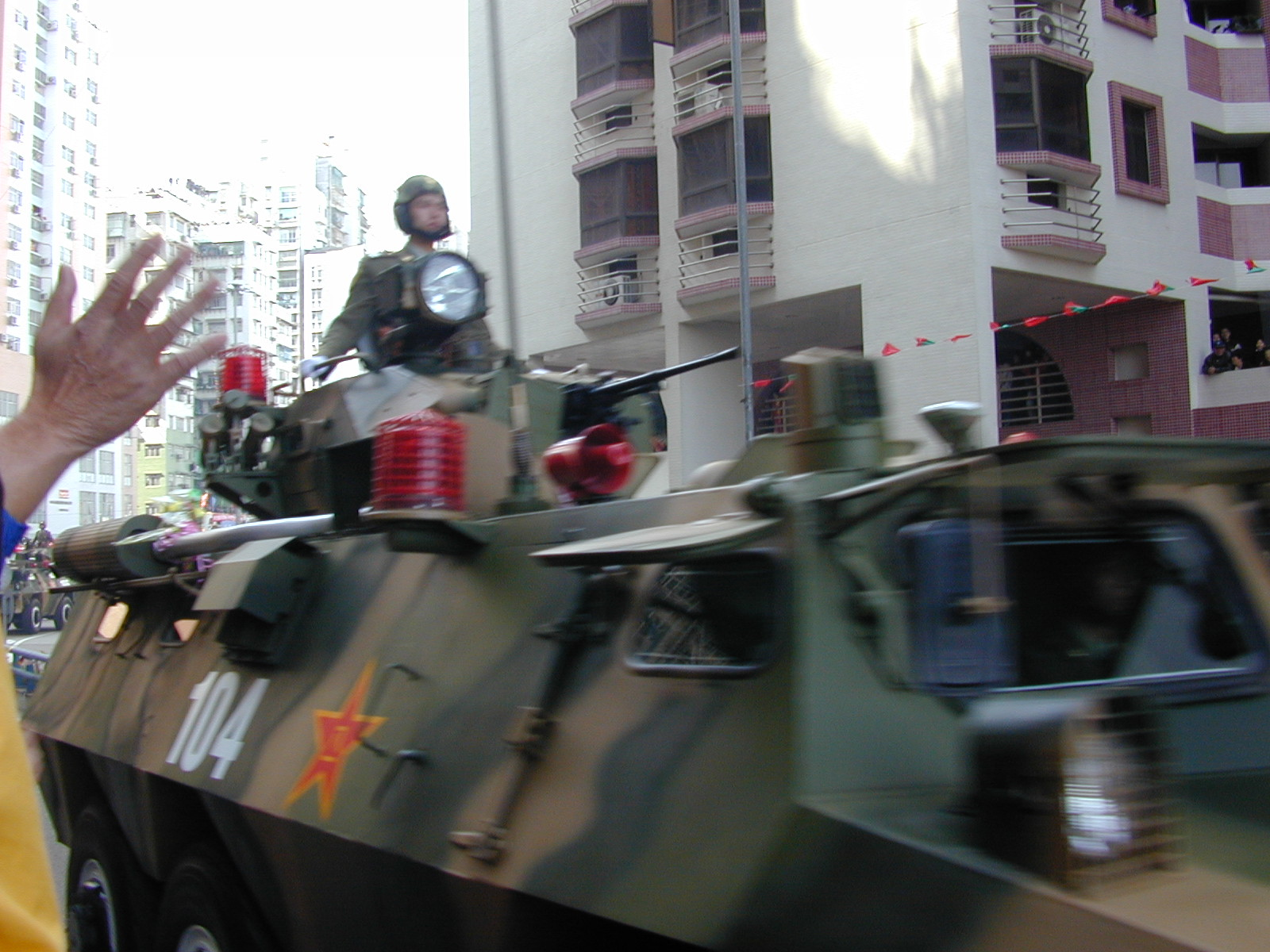
O Exército Popular de Libertação entra em Macau pela primeira vez, após a transferência da soberania para a China, em 1999

Com o regime democrático instaurado em Portugal pela Revolução dos Cravos, em 1974, Portugal iniciou conversações com os movimentos de libertação das colónias portuguesas. Essas negociações conduziram ao Acordo do Alvor. Nasciam assim, em 1975, os novos países africanos de língua oficial portuguesa (PALOP): Angola, Moçambique, Guiné-Bissau, Cabo Verde e São Tomé e Príncipe. A China rejeitou a transferência imediata da soberania de Macau, tendo apelado para o estabelecimento de negociações que permitissem uma transferência harmoniosa. Com o decorrer das negociações, o estatuto de Macau redefiniu-se para "território chinês sob administração portuguesa" e a transferência de soberania de Macau para a República Popular da China foi agendada para a data de 20 de dezembro de 1999, através da Declaração Conjunta Sino-Portuguesa sobre a Questão de Macau. Este documento bilateral e internacional, assinado no dia 13 de abril de 1987, estabelecia ainda uma série de compromissos e garantias feitas entre Portugal e a China que permitiam a Macau um considerável grau de autonomia e a conservação das suas especificidades, incluindo o seu modo de vida e o seu sistema económico de carácter capitalista, até 2049. Após a transferência, o novo Governo da Região Administrativa Especial de Macau, encabeçado e dirigido por Edmund Ho Hau-wah, combateu ferozmente e com êxito contra o crime organizado pelas tríades, com o precioso apoio do Governo Central da República Popular da China. Macau foi remilitarizada, através da colocação de uma guarnição de tropas chinesas. Estas tropas, além de servir para afirmar a soberania chinesa, foram encaradas como uma mais-valia, um apoio ao combate à criminalidade.

#### Liberalização do Jogo, rápido crescimento económico e problemas sociais

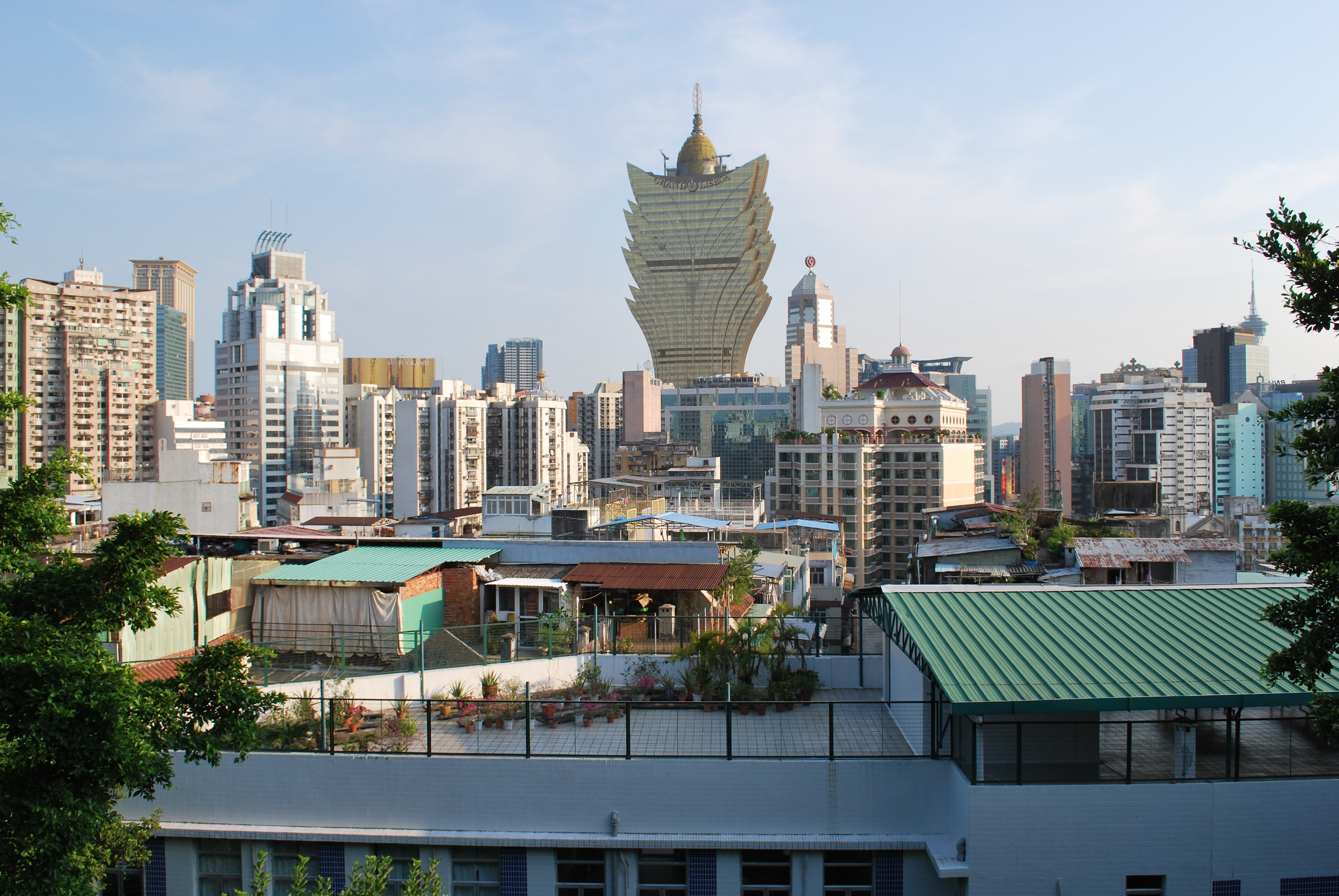
Macau em outubro de 2009

Em 2001–2002, deu-se uma liberalização parcial do sector do jogo, devido ao fim do prazo da concessão do monopólio deste sector económico de tão grande importância à companhia de casinos de Stanley Ho. Esta liberalização, aliado ao relaxamento das restrições de viagem aos residentes da China continental pelo Governo Central e consequentemente ao desenvolvimento do turismo de Macau, causou um grande e acelerado crescimento económico jamais visto em Macau. Mas, por detrás deste crescimento, criaram-se graves e alarmantes problemas sociais, como por exemplo o problema da inflação galopante, da mão de obra ilegal ou do excesso da importação (legal) de mão de obra barata e o alargamento do fosso entre os ricos e os pobres (em 2006, o coeficiente de Gini de Macau subiu para 0,48, sendo por isso a sua desigualdade da distribuição de renda mais acentuada do que, como por exemplo, em Singapura, na Coreia do Sul ou até na China continental).
Estes problemas, juntamente com a denúncia em 2006 de escandalosos casos de corrupção envolvendo o então Secretário das Obras Públicas Ao Man Long e a falta de transparência do Governo da RAEM, fizeram com que se ocorresse em Macau vários protestos, principalmente em 2007. Foram registados protestos nos dias 1 de maio de 2007 (Dia do Trabalhador) e 20 de dezembro de 2007, quando Macau celebrou os oito anos de aniversário do estabelecimento da RAEM. Neste último protesto, cerca de 1 500 a 3 500 pessoas saíram às ruas para lutarem por um sistema político mais democrático e com maior transparência, exigindo ao Governo a implementação total do sufrágio universal directo nas eleições para a Assembleia Legislativa de Macau e para o Chefe do Executivo de Macau. Lutavam também por uma maior independência das receitas do jogo e a introdução de medidas para a diminuição do fosso entre ricos e pobres.

#### Desqualificação de candidatos nas eleições legislativas de 2021
Pela primeira vez desde o estabelecimento da Região Administrativa Especial de Macau (20 de dezembro de 1999), em julho de 2021, a Comissão de Assuntos Eleitorais da Assembleia Legislativa (CAEAL), de acordo com a Lei Eleitoral, desqualificou 21 candidatos de 6 listas do sufrágio directo, "por não serem fiéis a Macau ou não defenderem a Lei Básica".
Três listas pró-democracia foram totalmente excluídas, com um total de 15 candidatos, que estavam de alguma forma ligados à Associação Novo Macau. Estas três listas eram: a Associação do Novo Progresso de Macau, liderado por Sulu Sou Ka Hou (deputado na legislatura de 2017–2021); a Associação Próspero Macau Democrático, liderado por Scott Chiang e secundado por António Ng Kuok Cheong (deputado entre 1992 e 2021); e a Associação do Progresso de Novo Macau, liderada por Paul Chan Wai Chi (deputado entre 2009–2013). Os outros candidatos excluídos eram Cloee Chao e Lei Man Chao, da lista "Novos Jogos de Macau" (defensora dos trabalhadores do sector do Jogo); Lee Sio Kuan e Kuong Kai Nang, da lista "Ou Mun Kong I"; e Tommy Lo e Wu Shaohong, da lista "Macau Vitória".
O Tribunal de Última Instância (TUI) pronunciou-se a favor da decisão da CAEAL de excluir as três listas pró-democracia de participarem das eleições legislativas de 2021, por serem infiéis a Macau e não defenderem a Lei Básica. As evidências eram a participação de candidatos excluídos "em actividades de apoio incompatíveis com a Lei Básica, ou que provam que são infiéis à RAEM". Estas actividades estavam relacionadas com o "4 de Junho", a "Carta Constitucional 08" e a “Revolução de Jasmim”. Nestas actividades, foram defendidas reformas democráticas na China e o derrube do Governo Central e do Partido Comunista da China, cuja liderança no governo nacional em Pequim passou, em 2018, a ser explicitamente protegida pela Constituição da República Popular da China (Artigo 1.º).

## Geografia

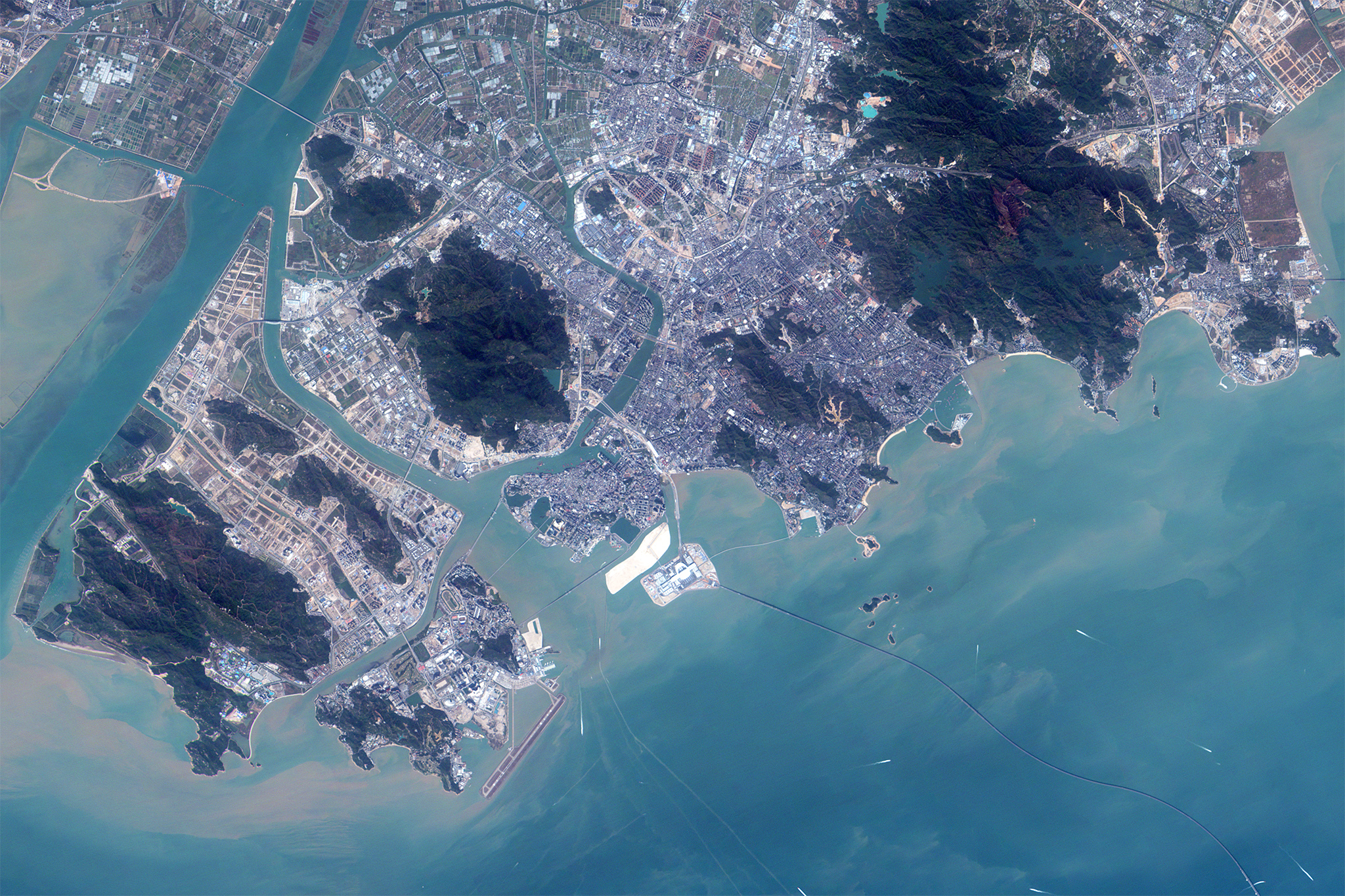
Imagem de satélite de Macau

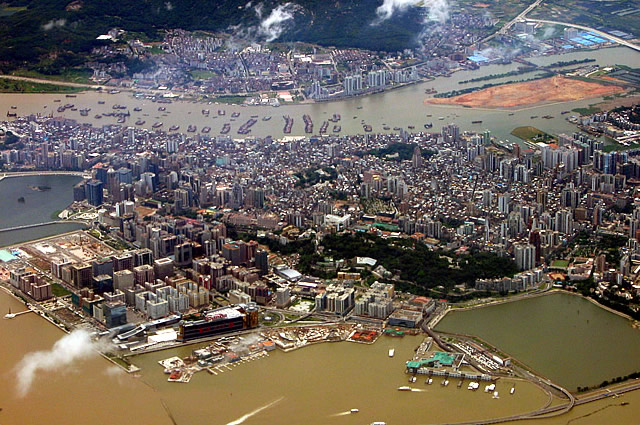
Vista aérea da península de Macau

Macau localiza-se a 22° 10' Norte (latitude) e 113° 33' Leste (longitude), mas as coordenadas 113º 55' Leste e 21º 11' Norte (a localização exacta do Farol da Guia) também são aceites como sendo as coordenadas geográficas oficiais da localização da RAEM. Esta região administrativa especial está situada na costa meridional da República Popular da China, a oeste da foz do rio das Pérolas, na ligação entre o Interior da China e o Mar do Sul da China, a sul do Trópico de Câncer, a 145 km de Cantão (que se situa aproximadamente a norte de Macau) e a 60 km de Hong Kong, que se encontra no outro vértice da foz do rio das Pérolas (isto é, situa-se aproximadamente a leste de Macau). Macau faz fronteira com a zona económica especial de Zhuhai a norte e a oeste, logo é adjacente à província de Cantão. Outras principais cidades próximas de Macau incluem a zona económica especial de Shenzhen.
A Região Administrativa Especial de Macau é constituída pela península de Macau, pelas ilhas da Taipa e de Coloane e pelo istmo de Cotai. A área total é de 28,6 km², sendo a península de 9,3 km². É na península de Macau que se concentra a principal atividade, sendo lá que se encontram os principais organismos político-administrativos, a maior parte da indústria, os principais serviços e equipamento cultural. Possui um relevo não muito acidentado, mas também possui elevações: Alto de Coloane (170,6 m), a Colina da Guia, Colina de Mong Há, Colina da Penha e Colina da Ilha Verde. A área total de Macau continua a aumentar visto que o Governo da RAEM está continuamente a fazer mais aterros, "reclamando" terrenos à foz do rio das Pérolas, para "ganhar" mais espaços de construção.

### Clima

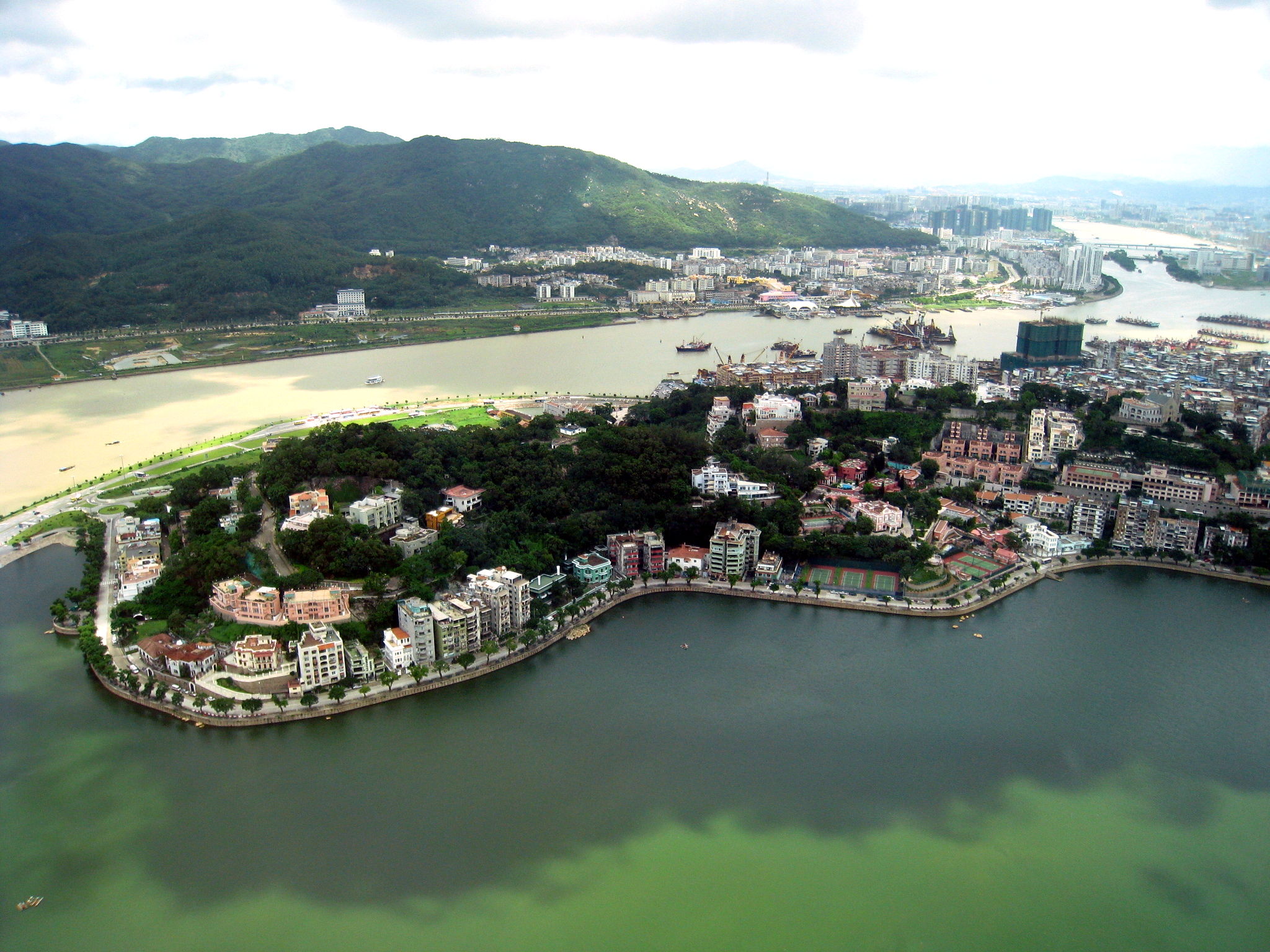
Vista da Colina Penha em Macau

Climaticamente, Macau está na área das monções e o seu clima é considerado subtropical húmido, sendo considerado temperado e chuvoso no Verão, a estação de ano mais longa de Macau. Nesta estação de ano, isto é, entre maio e outubro, são frequentes as chuvas intensas, as trovoadas e os tufões (as tempestades tropicais), bem como os elevados valores da precipitação e da temperatura. Quando está hasteado o sinal n.º 8 do Código local de Tempestades Tropicais, são interrompidas as ligações marítimas e aéreas com o exterior. A última vez que tal ocorreu foi a 19 de abril de 2008, na passagem do tufão Neoguri (cão-guaxinim, em coreano) a ciclone tropical e sua aproximação de Macau.
A época mais agradável do ano é o Outono, que começa em outubro, altura em que o Interior da China começa a arrefecer. Nesta época, o clima é quase sempre ameno e o céu limpo. No mês de dezembro as massas de ar frio vindas do Interior da China (norte de Macau) atingem Macau, arrefecendo a sua temperatura. Em janeiro e fevereiro (meses do Inverno), Macau é atingida por mais vagas de ventos frios e secos do Norte da Sibéria vindos do Centro e do Sul da China, arrefecendo ainda mais a sua temperatura, podendo esta descer abaixo dos 10°C. É geralmente nesta época invernal que se registam os valores mais baixos do ano para a temperatura, a humidade relativa e a precipitação. Nos meses de março e abril (período da Primavera), o vento sopra de Leste para Sudoeste, fazendo assim aumentar a temperatura e a humidade. Nesta época do ano, são relativamente frequentes os dias húmidos com chuviscos e com pouca visibilidade.
As variações atmosféricas de Macau, que são relativamente grandes entre o Verão e o Inverno, são principalmente causadas pelas monções. Em 2006, os valores absolutos da temperatura máxima (no Verão) e mínima (no Inverno) do ar foram de 36,0 °C e de 6,5 °C, respectivamente, sendo a temperatura média anual aproximadamente de 22 °C. A média da humidade relativa foi de 79,0% e o vento soprou predominantemente do norte.
| Dados climatológicos para Macau | Dados climatológicos para Macau | Dados climatológicos para Macau | Dados climatológicos para Macau | Dados climatológicos para Macau | Dados climatológicos para Macau | Dados climatológicos para Macau | Dados climatológicos para Macau | Dados climatológicos para Macau | Dados climatológicos para Macau | Dados climatológicos para Macau | Dados climatológicos para Macau | Dados climatológicos para Macau | Dados climatológicos para Macau |
| Mês                             | Jan                             | Fev                             | Mar                             | Abr                             | Mai                             | Jun                             | Jul                             | Ago                             | Set                             | Out                             | Nov                             | Dez                             | Ano                             |
| ------------------------------- | ------------------------------- | ------------------------------- | ------------------------------- | ------------------------------- | ------------------------------- | ------------------------------- | ------------------------------- | ------------------------------- | ------------------------------- | ------------------------------- | ------------------------------- | ------------------------------- | ------------------------------- |
| Temperatura máxima média (°C)   | 17,7                            | 17,7                            | 20,7                            | 24,5                            | 28,1                            | 30,3                            | 31,5                            | 31,2                            | 30,0                            | 27,4                            | 23,4                            | 19,6                            | 25,2                            |
| Temperatura mínima média (°C)   | 12,2                            | 13,1                            | 16,2                            | 20,2                            | 23,6                            | 25,7                            | 26,3                            | 26,0                            | 24,9                            | 22,3                            | 17,8                            | 13,8                            | 20,2                            |
| Precipitação (mm)               | 32,4                            | 58,8                            | 82,5                            | 217,4                           | 361,9                           | 339,7                           | 289,8                           | 351,6                           | 194,1                           | 116,9                           | 42,6                            | 35,2                            | 2 122,9                         |
| Dias com chuva                  | 6                               | 10                              | 12                              | 12                              | 15                              | 17                              | 16                              | 16                              | 13                              | 7                               | 5                               | 4                               | 133                             |
| Umidade relativa (%)            | 74,3                            | 80,6                            | 84,9                            | 86,2                            | 85,6                            | 84,4                            | 82,2                            | 82,5                            | 79,0                            | 73,4                            | 69,3                            | 68,8                            | 79,27                           |
| Insolação (h)                   | 132,4                           | 81,8                            | 75,9                            | 87,8                            | 138,4                           | 168,2                           | 226,2                           | 194,7                           | 182,2                           | 195,0                           | 177,6                           | 167,6                           | 1 827,8                         |
| Fonte: SMG                      |                                 |                                 |                                 |                                 |                                 |                                 |                                 |                                 |                                 |                                 |                                 |                                 |                                 |

## Demografia
Em 2007, a população de Macau contava com cerca de 538 mil habitantes e é a cidade com maior densidade populacional (18 811 hab./km²) do mundo. O crescimento populacional, nomeadamente da população activa (que contava em novembro de 2007 com mais de 320 mil pessoas) ou mão de obra, registado em Macau é sustentado principalmente pela imigração de pessoas oriundas da China Continental, das Filipinas e de outras partes do mundo, visto que a sua taxa de natalidade é uma das mais baixas do mundo, tendo sido somente registado em 2007 uma taxa de 8,57 ‰. Mas, por outro lado, Macau é um dos lugares com maior esperança de vida à nascença (em média, com cerca de 82,27 anos de idade, em 2007) e com o menor índice de mortalidade infantil (com aproximadamente 4,33 mortes por 1 000 nascimentos). Mais concretamente, em 2007, nasceram em Macau cerca de 4 500 crianças e morreram cerca de 1 500 pessoas.
Em novembro de 2007, registaram-se em Macau cerca de 85 mil trabalhadores não residentes (TNR), sendo este elevado número devido ao rápido crescimento económico, que consequentemente originou o aparecimento em massa de postos de emprego, que por sua vez contribuiu para a falta de trabalhadores locais e, em geral, também de mão de obra, quer qualificada quer não qualificada. A maioria da população activa trabalha no sector dos jogos, do turismo e da hotelaria. Somente 2,9% da população activa é desempregada.

### Composição étnica e idiomas

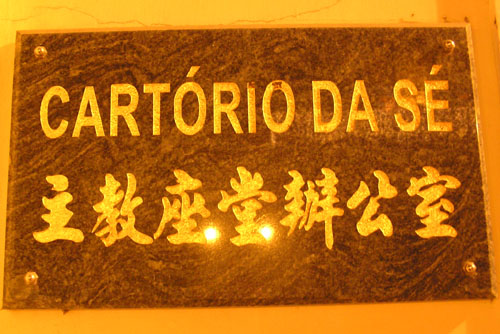
Muitas placas e estabelecimentos fazem uso de nomes em chinês e português

Em 2006, cerca de 93,9% da população era de nacionalidade chinesa, sendo a maioria dos restantes (6,1%) de nacionalidade portuguesa (1,7%) e de nacionalidade filipina (2%). Relativamente à origem da população residente, em 2006, cerca de 94,3% tem uma ascendência somente chinesa e 5,7% de outras ascendências. Nesta última categoria, incluem-se os residentes com uma ascendência chinesa e portuguesa (0,8%); com uma ascendência chinesa, portuguesa e outra (0,1%); com uma ascendência portuguesa (0,6%); e com uma ascendência portuguesa e outra (0,1%).
As línguas oficiais são o português e o chinês. O cantonês é dominado, em 2006, por cerca de 91,9% da população e falado correntemente por cerca de 85,7% da população, tornando-o a língua, ou mais precisamente a variedade do chinês, mais falada de Macau. O português é só dominado por cerca de 2,4% da população e falado correntemente por cerca de 0,6% da população.
Os portugueses, ex-administradores de Macau, sempre foram uma minoria étnica nesta região. Mas, mesmo assim, eles deixaram em Macau uma das suas mais importantes e duradouras heranças, os macaenses ou "filhos da terra", que são pessoas que têm uma ascendência portuguesa e chinesa (e também outras de origem asiática, como por exemplo, malaia, indiana, cingalesa) que nasceram e/ou moram ou moraram em Macau. Uma minoria deles ainda sabem falar o patuá macaense, um crioulo de base portuguesa em via de extinção.

### Religião

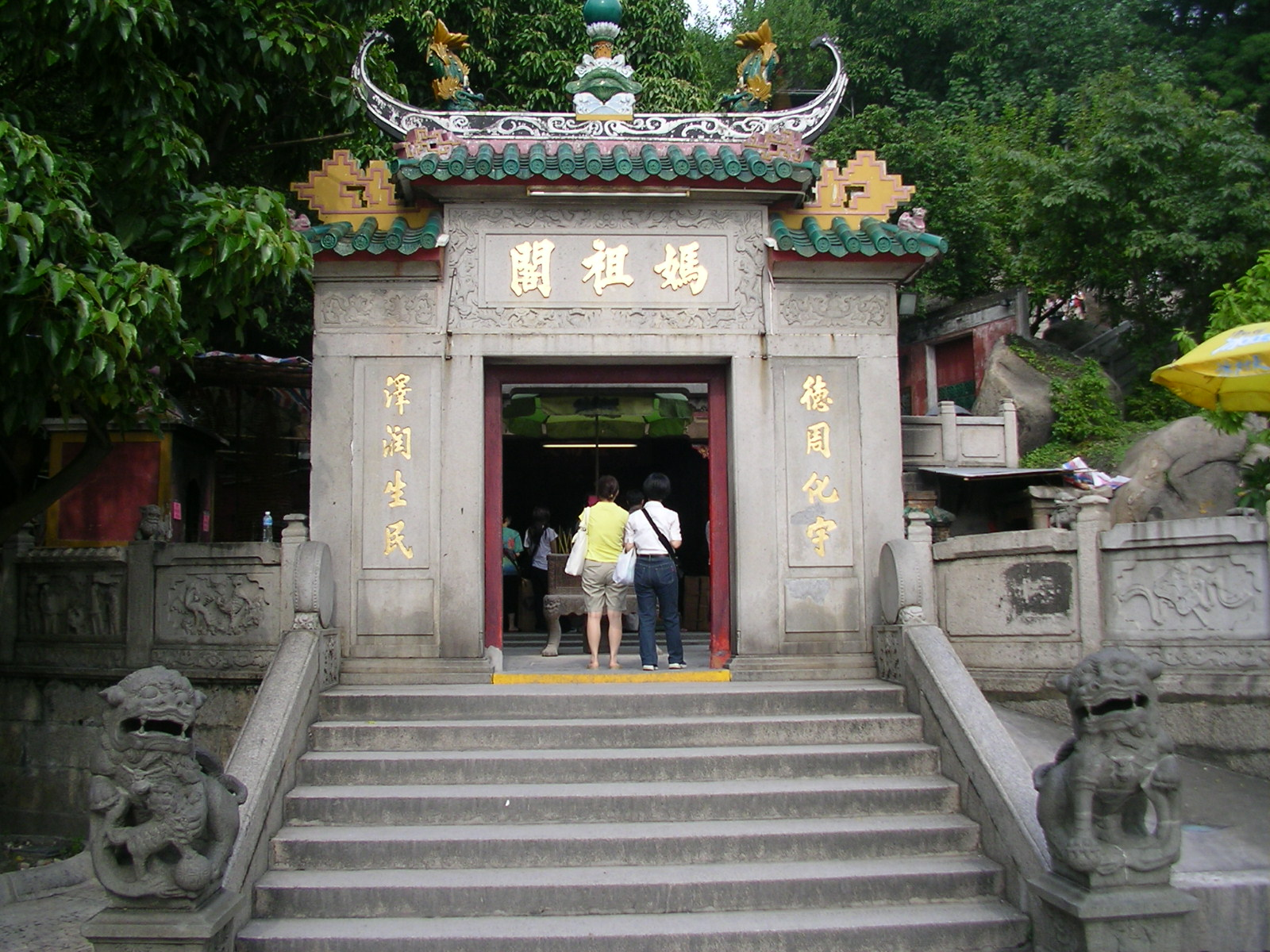
Porta principal do Templo de A-Má, um famoso templo chinês

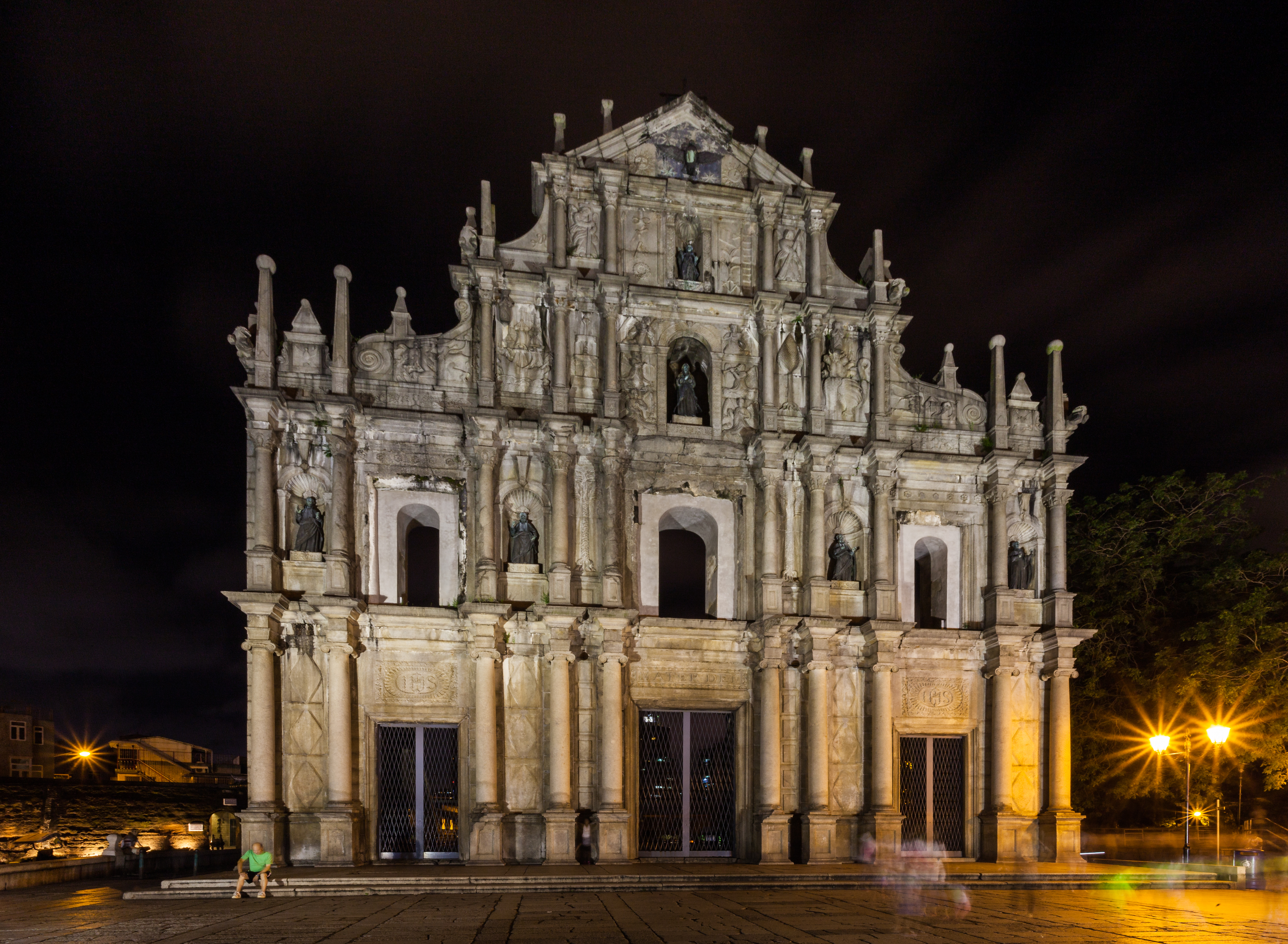
Ruínas de São Paulo, a fachada do que era originalmente da Catedral de São Paulo, construída em 1602

Existe também em Macau uma comunidade considerável de cristãos, sendo a sua maioria membros da Igreja Católica, que está hierarquicamente organizada e estruturada em Macau na Diocese de Macau. Esta diocese foi criada em 1576 e está atualmente na dependência imediata da Santa Sé, abrangendo somente o território da RAEM. Em 2014, Macau tinha cerca de 30,1 mil católicos. Desde 2016, o Bispo de Macau é D. Stephen Lee Bun-sang. Além da presença da Igreja Católica, existe também em Macau uma comunidade de protestantes, que contava, em 2006, com cerca de seis mil protestantes e 70 templos. A chegada do protestantismo a Macau remonta ao século XIX, com a chegada, em 1807, do missionário protestante Robert Morrison.
Os residentes de Macau são dotados de uma considerável tolerância e liberdade religiosas. De acordo com o artigo 34.º da Lei Básica da Região Administrativa Especial de Macau, "os residentes de Macau gozam da liberdade de crença religiosa e da liberdade de pregar, de promover atividades religiosas em público e de nelas participar". E, de acordo com o seu artigo 128.º, "o Governo da RAEM não interfere nos assuntos internos das organizações religiosas…" e "[…] não impõe restrições às atividades religiosas que não contrariem as leis da Região Administrativa Especial de Macau". Em Macau, todas as confissões religiosas são iguais perante a lei e, de acordo com a Lei n.º 5/98/M, as relações entre o seu Governo e as confissões religiosas assentam-se "nos princípios da separação e da neutralidade".

### Criminalidade e segurança pública

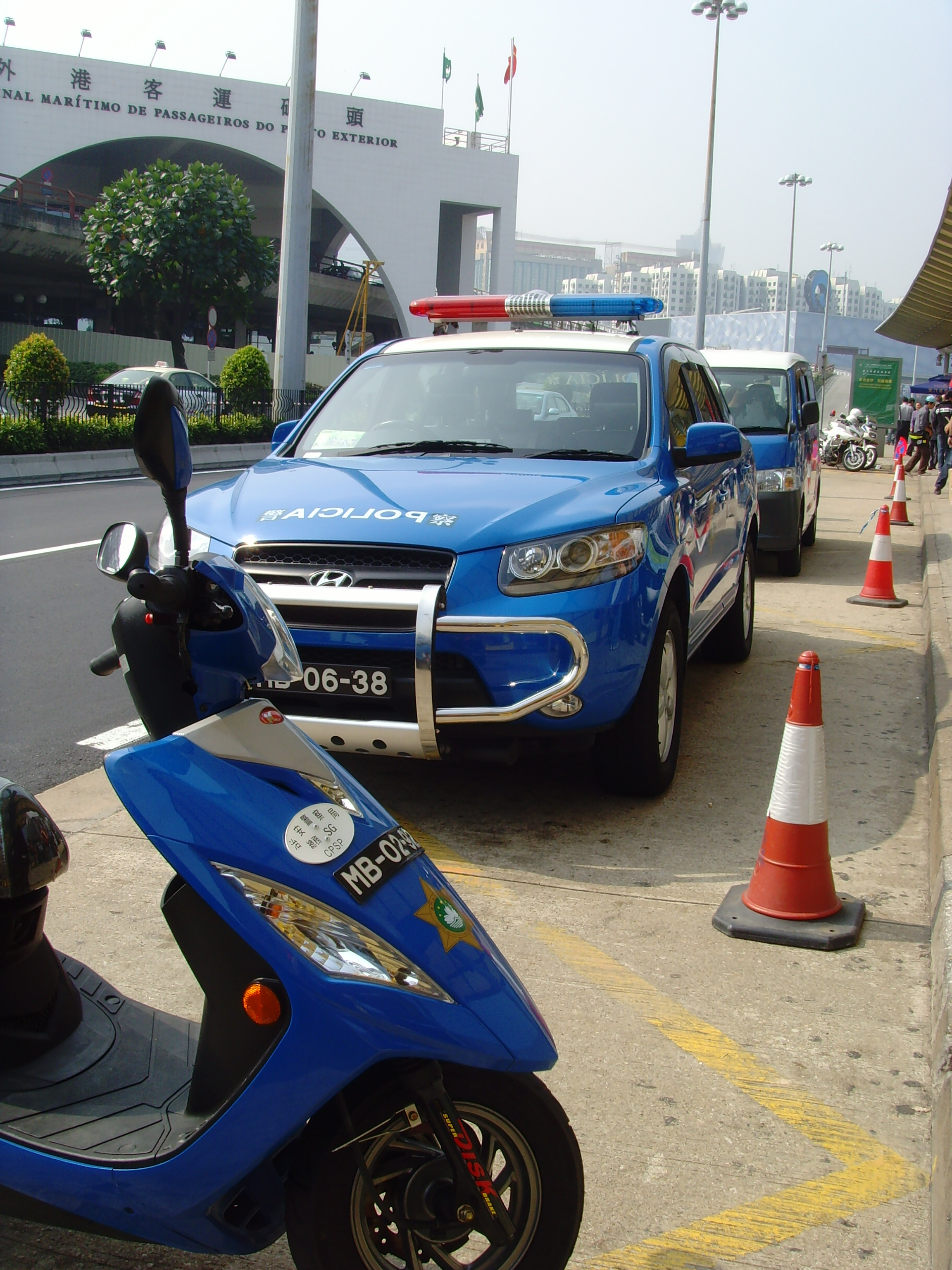
Veículos da Polícia de Macau

Durante várias décadas, a criminalidade violenta era um risco sério para o turismo, pois a cidade não conseguia controlar o crime organizado. Os grupos de crime organizado, designados localmente de "Tríades" ou "Seitas", são transformações de organizações político-revolucionárias, que existiam desde a altura da Dinastia Qing. Com o tempo, essas mesmas organizações foram perdendo a sua identidade e hoje em dia são mais conhecidas como sociedades secretas ou, em chinês, "Hák Sé Wui". Entre eles, os mais conhecidos são os "14 Kilates" (Sap Sei Kei) e a "Gasosa" (Soi Fong). A sua fonte de receitas são: comissões para não desestabilizarem a atividade dos casinos, lojas ou outras atividades comerciais, empréstimos a altíssimas comissões principalmente a jogadores dos casinos, "proteção" aos comerciantes que lhes pagam, droga e lavagem de dinheiro. Na década de 1990 deram-se bastantes assassinatos por ajuste de contas entre tríades, que não atingiram ou interferiram na vida da população normal e inocente. Em maio de 1998, Wan Kuok-koi, o famoso e temido líder da poderosa tríade "14 Kilates", foi detido. Em outubro de 1999, começou o seu histórico julgamento e em novembro, um mês antes da transferência de soberania, foi condenado a 15 anos de prisão e ao confisco de todas as suas possessões ilegais.
Após a transferência de soberania, o novo Governo da Região Administrativa Especial de Macau, apoiado pelo Governo Central da República Popular da China, combateu com êxito o crime organizado. Uma guarnição do Exército de Libertação Popular foi colocada em Macau e foi encarada como uma mais-valia, um apoio ao combate à criminalidade. O número de crimes reduziu-se de forma considerável, principalmente a criminalidade violenta que desceu 70% no ano 2000 e outros 45% no ano 2001. Macau tornou-se muito mais seguro e isto trouxe de novo confiança aos turistas. Esta evolução foi também propiciada pela reanimação da economia de Macau. Apesar da diminuição do número de crimes organizados, isto não quer dizer necessariamente que as poderosas e temidas tríades deixaram de existir e de ter influência na sociedade. Mas, em 2006, a criminalidade, principalmente a não organizada, voltou a aumentar de novo, registando-se mais crimes contra a vida em sociedade, embora menos crimes violentos.

## Política

### Governo

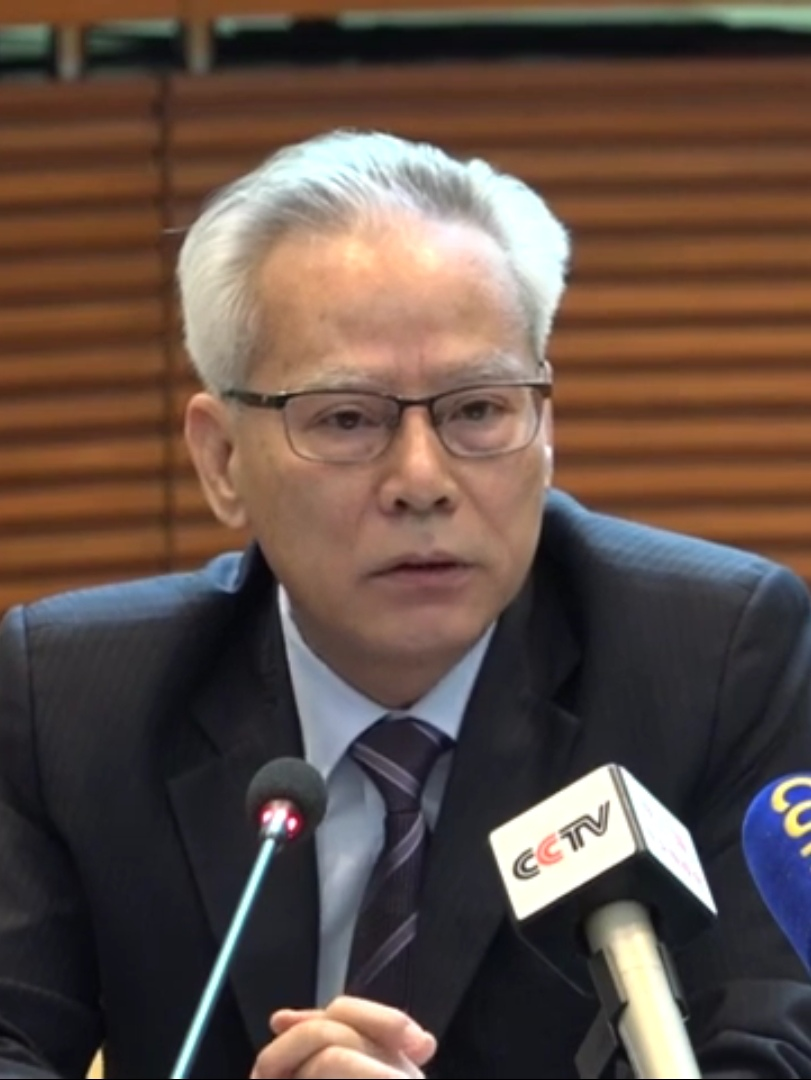
Sam Hou-fai, Chefe do Executivo de Macau em 2019

O atual estatuto de Macau (região administrativa especial) está definido na Declaração Conjunta Sino-Portuguesa sobre a Questão de Macau e na Lei Básica da Região Administrativa Especial de Macau. A Declaração Conjunta e a Lei Básica especificam que Macau goza de uma elevada autonomia e que o seu sistema económico-financeiro, social, fiscal, de segurança e de controlo da imigração e das fronteiras, bem como a maneira de viver, os direitos e as liberdades dos seus cidadãos (como por exemplo as liberdades de expressão, de imprensa, de edição, de livre saída e regresso de Macau, de associação, de reunião, de desfile e de manifestação, de religião, de organização e participação em greves e em associações, etc.) e, em suma, as suas especificidades, irão manter-se preservadas e inalteráveis, pelo menos, até 2049, 50 anos após a transferência de soberania. Como um exemplo da sua autonomia, esta região administrativa especial pode, por si própria, estabelecer relações, celebrações e acordos com países e regiões ou organizações internacionais com a designação de "Macau, China". Com esta designação, Macau pode também participar, por si própria, nas organizações e conferências internacionais não limitadas aos Estados e em eventos desportivos, como por exemplo.
Segundo os princípios de "um país, dois sistemas", de "Administração de Macau pela Gente de Macau" e de "Alto Grau de Autonomia", Macau possuiu uma grande autonomia em todos os aspectos e assuntos relacionados com a RAEM, exceptuando em assuntos relacionados com a defesa e os negócios estrangeiros (política externa) sendo que, nesta última esfera Macau goza ainda assim de alguma autonomia. Esta pequena região mantém a sua própria moeda (pataca), o seu próprio sistema de controlo de imigração e de fronteiras e a sua própria polícia. O poder é exercido por oficiais e administradores naturais de Macau, e não por pessoas e oficiais de República Popular da China. O poder está dividido, tal como na maioria dos sistemas políticos, em 3 partes distintas: o executivo, o legislativo e o judicial. Relativamente ao poder judicial, Macau goza do poder de julgamento em última instância, de acordo com as disposições da Lei Básica.

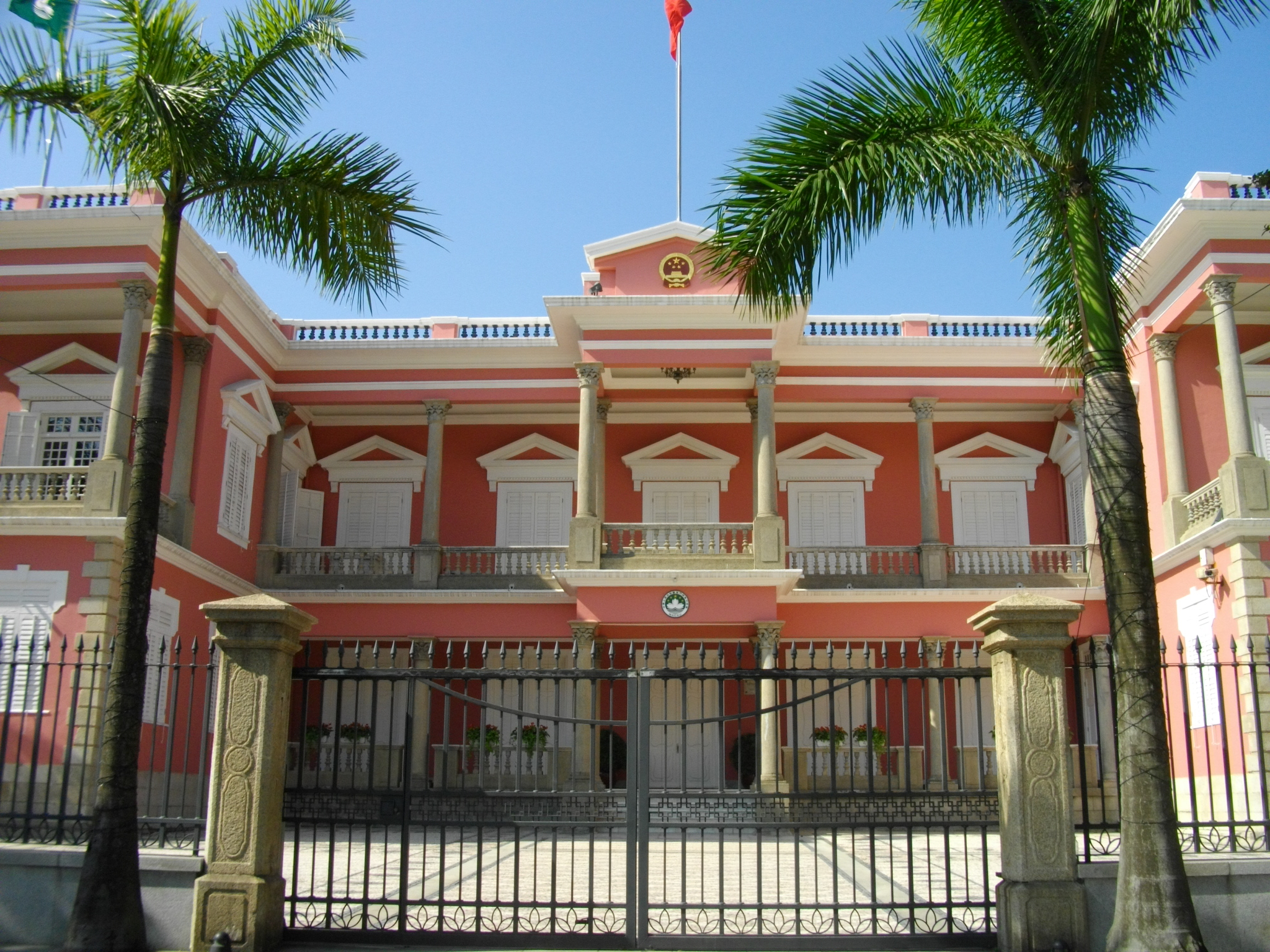
Palácio do Governador

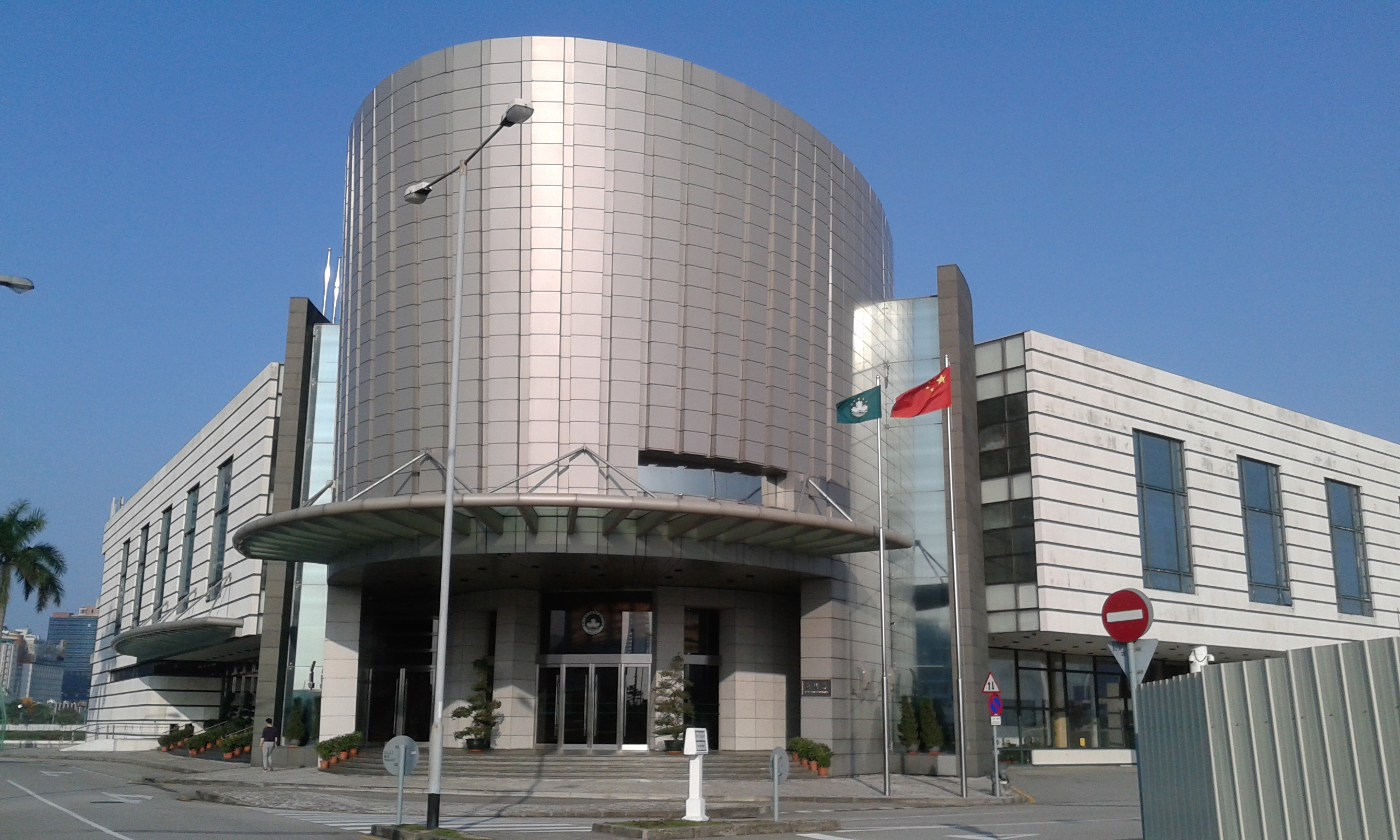
Assembleia Legislativa de Macau

O cargo do Chefe do Executivo de Macau é sempre ocupado por um cidadão chinês residente proeminente de Macau. Ele é o dirigente máximo da RAEM e o Chefe do Governo da RAEM, que é o órgão executivo de Macau e composto por 5 Secretarias e 2 Comissariados. Ele é aconselhado pelo Conselho Executivo, composto por 7 a 11 conselheiros. O primeiro Chefe do Executivo foi Edmund Ho Hau-wah. Desde 2009, este cargo passou a ser ocupado por Fernando Chui Sai On. Este cargo político de grande importância é eleito por sufrágio indirecto, mais concretamente seleccionado por uma "Comissão Eleitoral" composta por 400 membros nomeados por associações ou organizações representativas dos interesses dos vários sectores da sociedade de Macau devidamente registadas e regularmente recenseadas, pelos deputados à Assembleia Legislativa de Macau, pelos deputados de Macau à Assembleia Popular Nacional e pelos representantes dos membros de Macau no Comité Nacional da Conferência Consultiva Política do Povo Chinês. Após a selecção, o Chefe do Executivo ainda tem que ser aceite e oficialmente nomeado pelo Governo Popular Central da República Popular da China.]]
O órgão legislativo da RAEM é a Assembleia Legislativa (AL), composta por 33 membros eleitos ou nomeados de diferentes formas: catorze são eleitos por sufrágio universal directo; doze são eleitos por sufrágio indirecto; e sete são nomeados pelo Chefe do Executivo. A AL é responsável de fazer as leis e tem o poder, nos termos legais, de acusar, questionar e apresentar uma moção de censura contra o Chefe do Executivo, ou comunicar a moção directamente ao Governo Popular Central da RPC para que este decida. Ela também tem o poder de emendar o método de eleição do Chefe do Executivo e da própria AL em 2009. Em cada quatro anos, realizam-se em Macau as eleições legislativas. O sufrágio directo está reservado a todos os cidadãos recenseados de Macau com residência permanente e com uma idade superior a 18 anos. O sufrágio indirecto está apenas reservado para as organizações ou associações locais (eleitores colectivos) que representam os interesses de vários sectores importantes da sociedade, que adquiriram personalidade jurídica há pelo menos sete anos, e que foram oficialmente registadas e regularmente recenseadas. Nas eleições legislativas de 2021, estavam recenseados 323 907 eleitores individuais ou singulares para as eleições por sufrágio directo e 17 886 votantes em representação de 813 eleitores colectivos (pessoas colectivas) para as eleições por sufrágio indirecto.

### Sistema jurídico e judicial

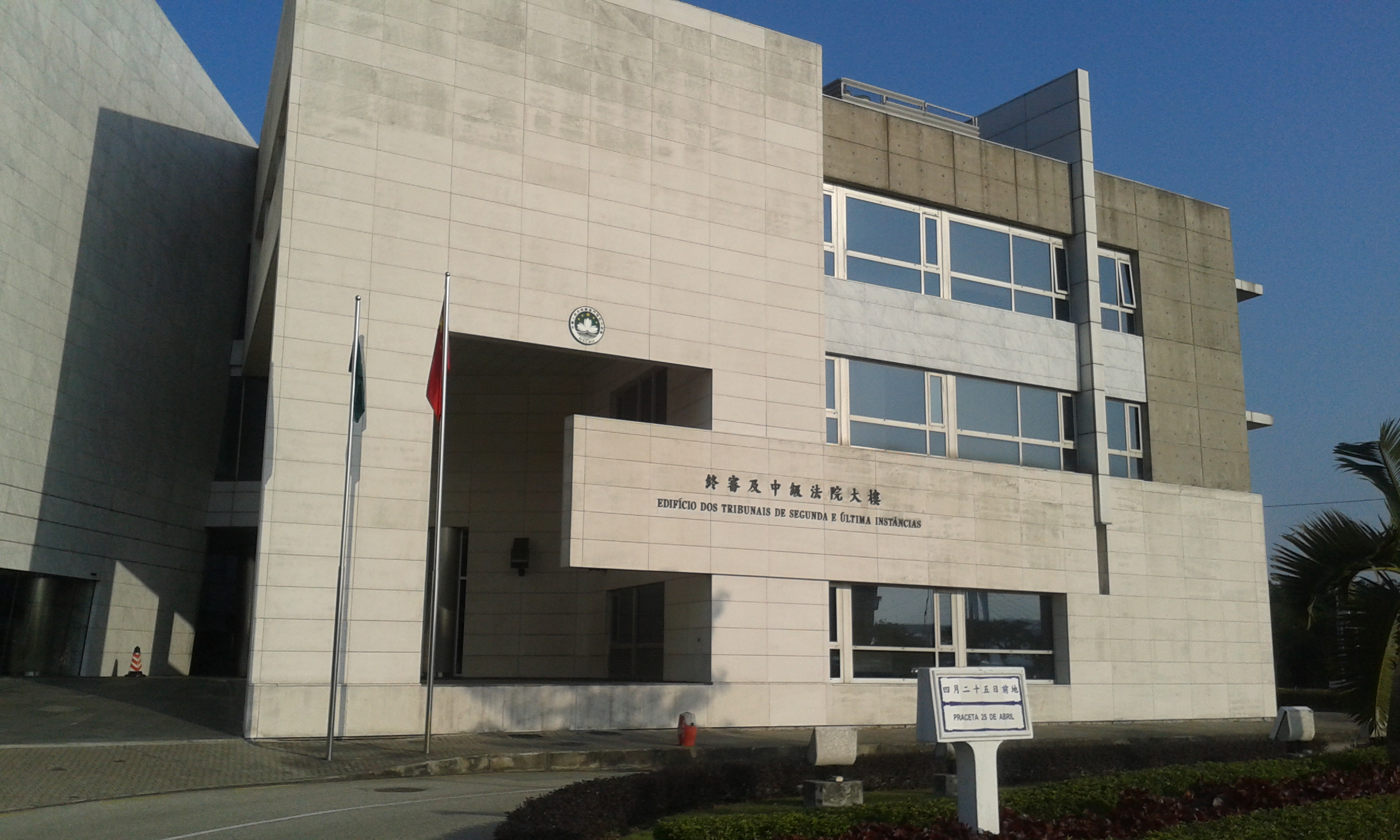
Sede do Superior Tribunal de Macau

Segundo a Lei Básica da RAEM, a Região possui um elevado grau de autonomia na gestão dos seus assuntos. O sistema judicial de Macau é autónomo e independente quer do Governo local quer do Governo Popular Central da República Popular da China, e goza inclusivamente o poder de julgamento em última instância. Os órgãos judiciários da RAEM são o Ministério Público; os tribunais de primeira instância, que são subdivididos em Tribunal Judicial de Base e em Tribunal Administrativo; o Tribunal de Segunda Instância; e o Tribunal de Última Instância. O sistema jurídico de Macau é baseado essencialmente no modelo do direito português, e dessa forma faz parte da família dos sistemas jurídicos de raiz continental (romano-germânico). De 1987 a 1999, este sistema jurídico foi completamente modernizado tendo em vista a transferência de soberania de Macau para a República Popular da China. Assim, foram aprovados uma série de novas leis e códigos, incluindo o Código Penal de Macau (1995), o Código Civil (1999), o Código Comercial (1999), o Código de Processo Penal (1996) e o Código de Processo Civil (1999). Após a transição, continuaram-se a efectuar grandes reformas no sistema jurídico, como por exemplo o uso da língua chinesa nos tribunais e nas legislações.
Apesar de, desde o estabelecimento da RAEM, este sistema sofrer várias alterações, aperfeiçoamentos e adaptações para corresponder à Lei Básica da RAEM e ao novo estatuto de Macau como região administrativa especial, ele continua a ser essencialmente mantido durante pelo menos 50 anos, a contar desde a transferência de soberania (1999), em harmonia com o princípio de "um país, dois sistemas". Por esta razão, toda a legislação existente antes de 1999 foi mantida, excepto uma pequena parte que contrariava a Lei Básica. Do ponto de vista constitucional, o sistema jurídico de Macau caracteriza-se pela existência de um texto com força constitucional na ordem jurídica interna da RAEM, a Lei Básica da Região Administrativa Especial de Macau, promulgada pelo Assembleia Popular Nacional da República Popular da China no ano de 1993. Em regra, as leis nacionais da República Popular da China não têm aplicação na RAEM, excepto aquelas que são expressamente indicadas no Anexo III da Lei Básica. Atualmente, elas são 11 e tratam de assuntos não compreendidos no âmbito da autonomia da RAEM, tais como a defesa nacional e as relações externas. O sector do jogo, sendo uma atividade económica fundamental para Macau, é objecto de regulamentação bastante desenvolvida, tendo por isso um bom e desenvolvido direito do jogo. Em Macau não há pena de morte nem prisão perpétua, visto que elas não estão previstas no Código Penal de Macau. Grande parte da legislação da RAEM pode ser consultada gratuitamente no website da Imprensa Oficial de Macau.

### Cidades-gémeas de Macau
Segue-se uma lista das cidades-gémeas de Macau:
- Lisboa, Portugal
- Porto, Portugal
- Coimbra, Portugal
- São Paulo, Brasil
- Manila, Filipinas
- Linköping, Suécia
- Praia, Cabo Verde
- Bruxelas, Bélgica — convenção de amizade
- Danang, Vietname — convenção de amizade
- São Francisco, Estados Unidos — memorando cultural

## Divisão administrativa

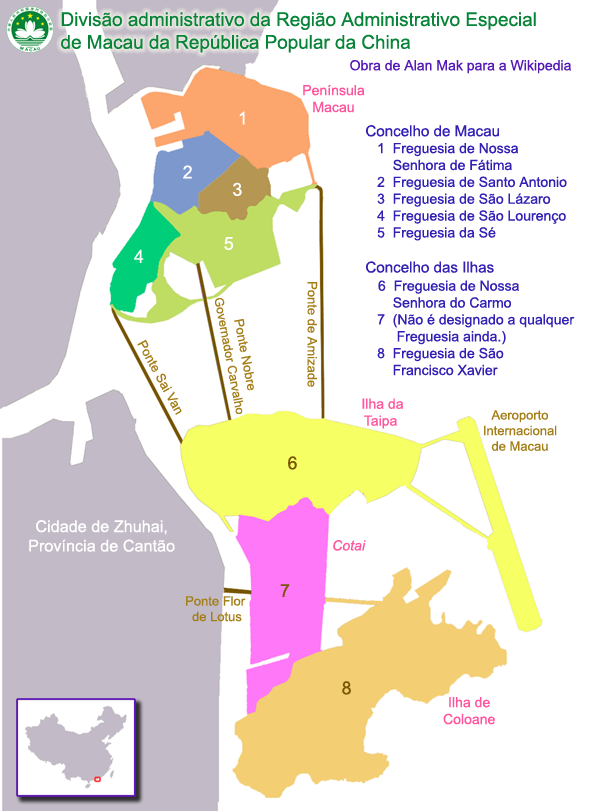
Mapa das divisões administrativas de Macau

Durante o período de administração portuguesa, Macau esteve dividido em dois municípios ou concelhos (Concelho de Macau e o Concelho das Ilhas) e em sete freguesias. Estes concelhos eram administrados por uma câmara municipal e supervisionados por uma assembleia municipal.
Após a transferência de soberania, o novo Governo da RAEM aboliu os municípios e os seus órgãos municipais, criando provisoriamente o Município de Macau Provisório, o Município das Ilhas Provisório, a Câmara Municipal de Macau Provisória, a Câmara Municipal das Ilhas Provisória, a Assembleia Municipal de Macau Provisória e a Assembleia Municipal das Ilhas Provisória.
Em dezembro de 2001, estes municípios e órgãos provisórios foram abolidos, dando definitivamente lugar ao Instituto para os Assuntos Cívicos e Municipais (IACM), que está subordinado à Secretaria da Administração e Justiça. As freguesias de Macau foram mantidas e passaram a ser reconhecidas pelo Governo como umas meras divisões regionais e simbólicas de Macau, não dispondo de quaisquer poderes administrativos. Elas são sete:
- Freguesia da Sé;
- Freguesia de Nossa Senhora de Fátima;
- Freguesia de Nossa Senhora do Carmo (Taipa);
- Freguesia de Santo António;
- Freguesia de São Lázaro;
- Freguesia de São Lourenço;
- Freguesia de São Francisco Xavier (Coloane).

## Economia

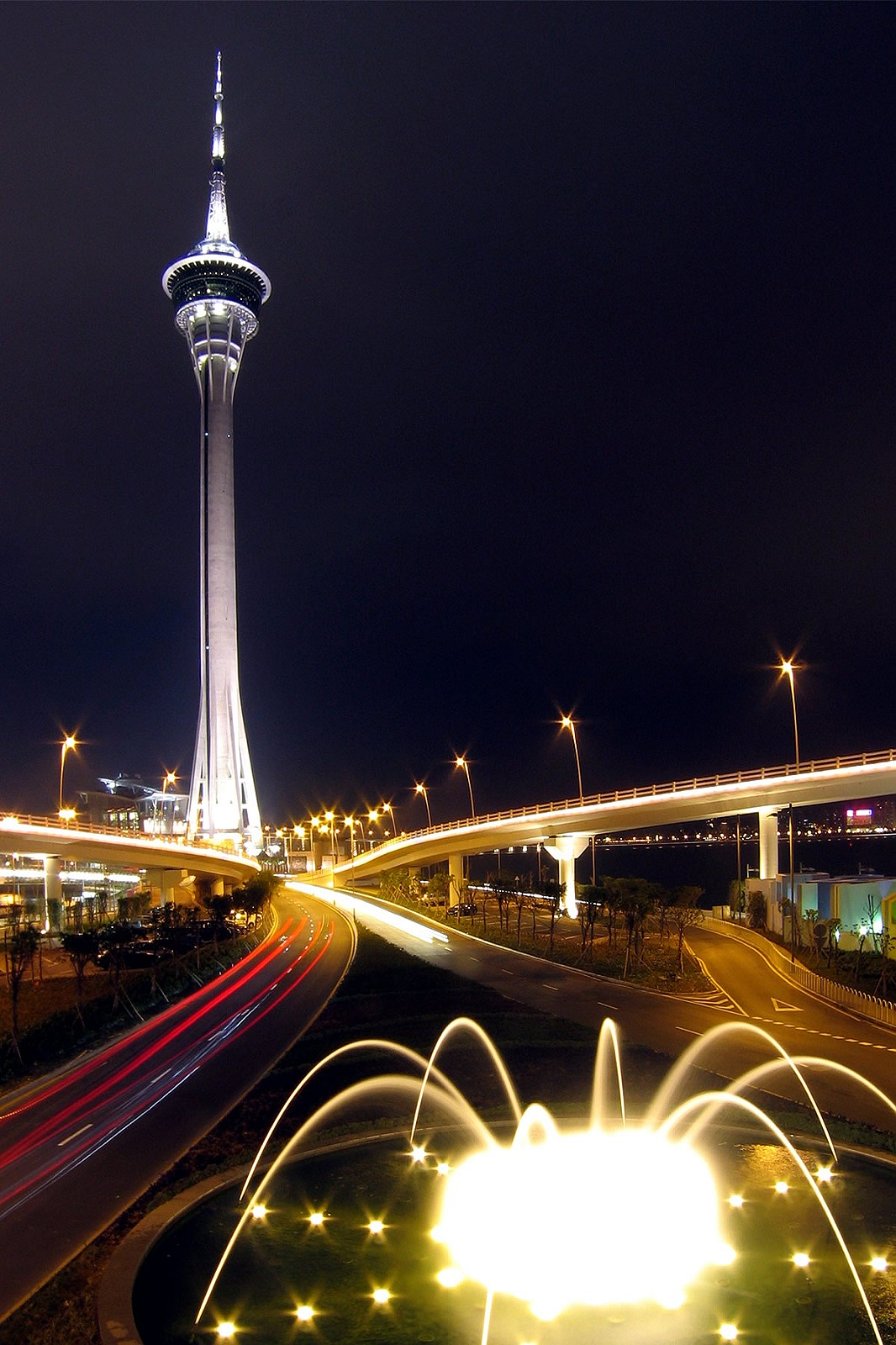
Vista da Torre de Macau à noite

O PIB de Macau, em 2007, era de 19,1 mil milhões de dólares americanos. O PIB per capita, no ano de 2007, era de 36 357 dólares americanos. Em 2006, a economia do território assistiu a uma inflação de 5,2% e em 2007 a uma inflação de 5,57%. Porém, um economista destacado de Macau defendeu que os valores reais da inflação estão muito acima dos 5,57%, possivelmente ultrapassando até o valor de 7,5%.
O Governo da RAEM sempre conseguiu equilibrar as suas finanças, por isso, em 2006, os seus saldos acumulados ascenderam a mais de 50 mil milhões de patacas. Mas, este equilíbrio fiscal é atualmente muito dependente dos impostos recolhidos no sector do jogo, que sofreu uma liberalização parcial, que só foi possível quando o prazo da concessão do monopólio da companhia de casinos de Stanley Ho (a STDM) no sector do jogo expirou no dia 31 de dezembro de 2001. Na RAEM, a atividade neste sector vital para a economia de Macau assenta em concessões de direito administrativo, sendo que, atualmente e após a liberalização, existem três concessionárias e três subconcessionárias de jogos de fortuna e azar. Devido ao seu grande número de casinos, Macau é chamada de Las Vegas do Oriente.
Em 2005 as somas envolvidas no jogo em Macau equivaleram pela primeira vez às de Las Vegas (cada uma cerca de 5,6 mil milhões de dólares americanos), tornando Macau no principal centro mundial da indústria do jogo. Em 2007, as receitas brutas do sector do Jogo de Macau foram contabilizadas aproximadamente nos 83,8 mil milhões de patacas, isto é, cerca de 10,5 mil milhões de dólares americanos.

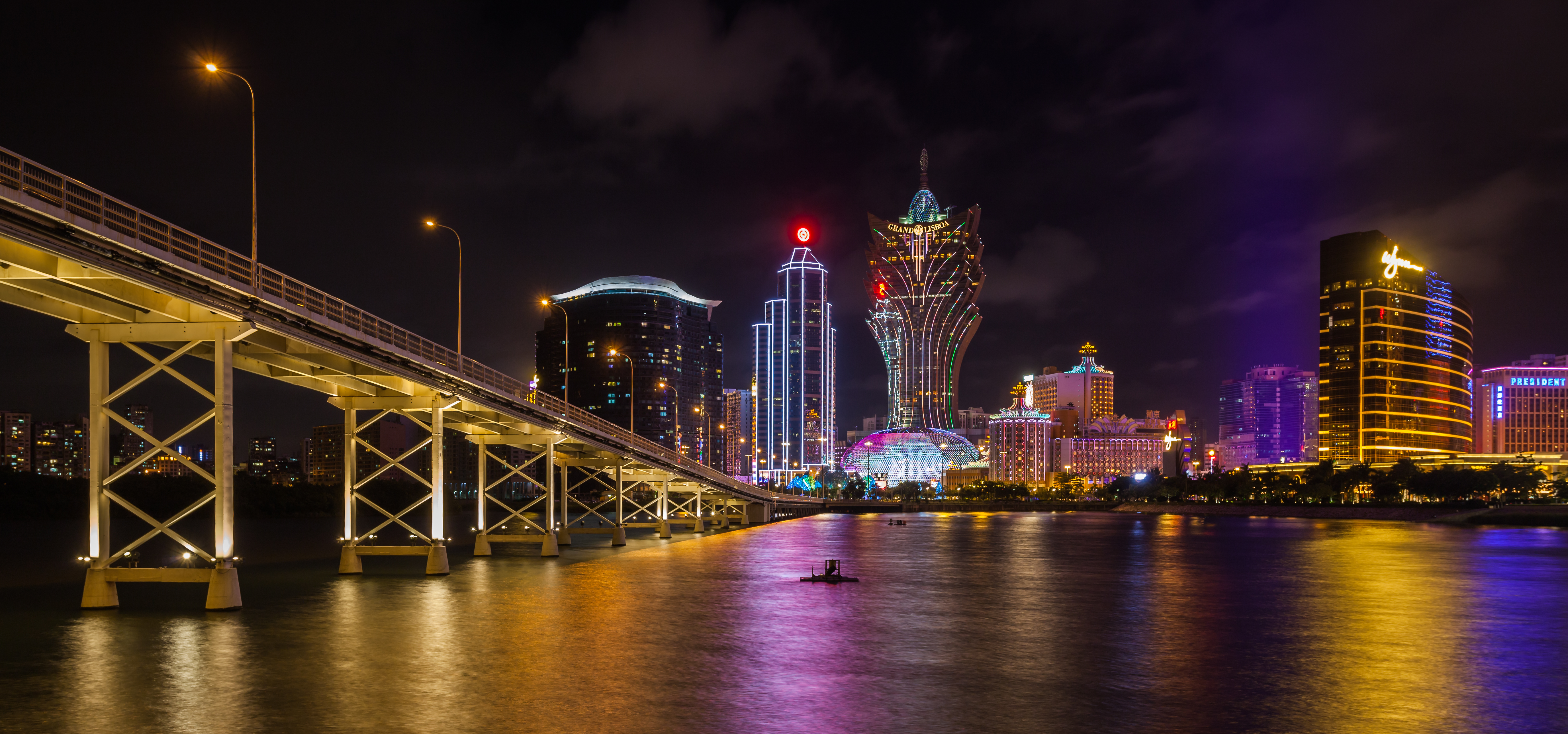
O turismo e os jogos de azar são os principais setores da economia de Macau. A cidade é chamada de "Las Vegas da Ásia"

Em 2007, houve mais de 27 milhões de turistas que escolheram Macau como destino de viagem, sendo que 55,08% eram oriundos da China continental. Este crescimento deve-se principalmente à diminuição de restrições de viagem pelo Governo Central Chinês. Após a diminuição gradual destas restrições, os chineses passaram a poder obter vistos individuais de viagem, podendo viajar livremente para outros países e regiões, principalmente para Macau e Hong Kong, ajudando a desenvolver grandemente o sector do turismo de Macau.
No mês de outubro de 2010, as receitas brutas provenientes da área do Jogo bateram um valor recorde até à data, atingindo as 19 mil milhões de patacas (cerca de 2,375 mil milhões de USD ou 1,706 mil milhões de euros). Este valor relativo apenas ao mês de outubro supera os 13 mil milhões de patacas referentes ao ano todo de 1999, último ano em que Macau esteve sob administração portuguesa.
As receitas brutas provenientes da área do Jogo têm continuado a crescer em 2011 e a bater novos máximos, mês após mês. Em maio, as receitas brutas atingiram as 24,306 mil milhões de patacas (cerca de 3,03 mil milhões de USD ou 2,1 mil milhões de euros). Trata-se de um crescimento de 42,4% em relação ao mesmo mês do ano anterior. Para melhor se compreender a dimensão astronómica desta quantia, estima-se que a manter este ritmo, as receitas brutas da área do Jogo em Macau em 2011 se aproximem das 290 mil milhões de patacas ou 25 mil milhões de euros (ao câmbio atual de € 1 = MOP 11,61) que é praticamente o mesmo valor do empréstimo do FMI a Portugal em 2011 (26 mil milhões de euros).

## Infraestrutura

### Saúde

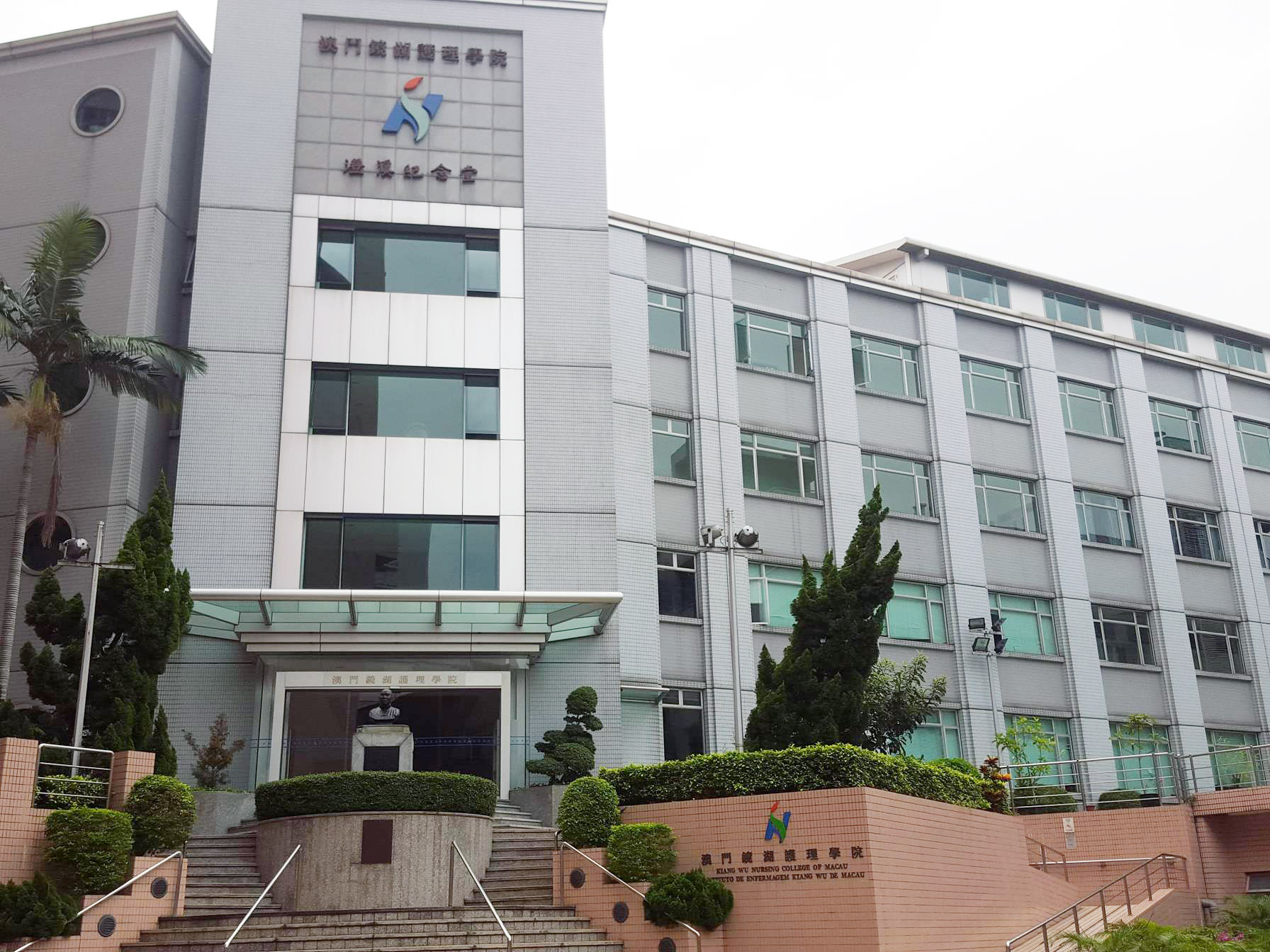
Hospital Kiang Wu

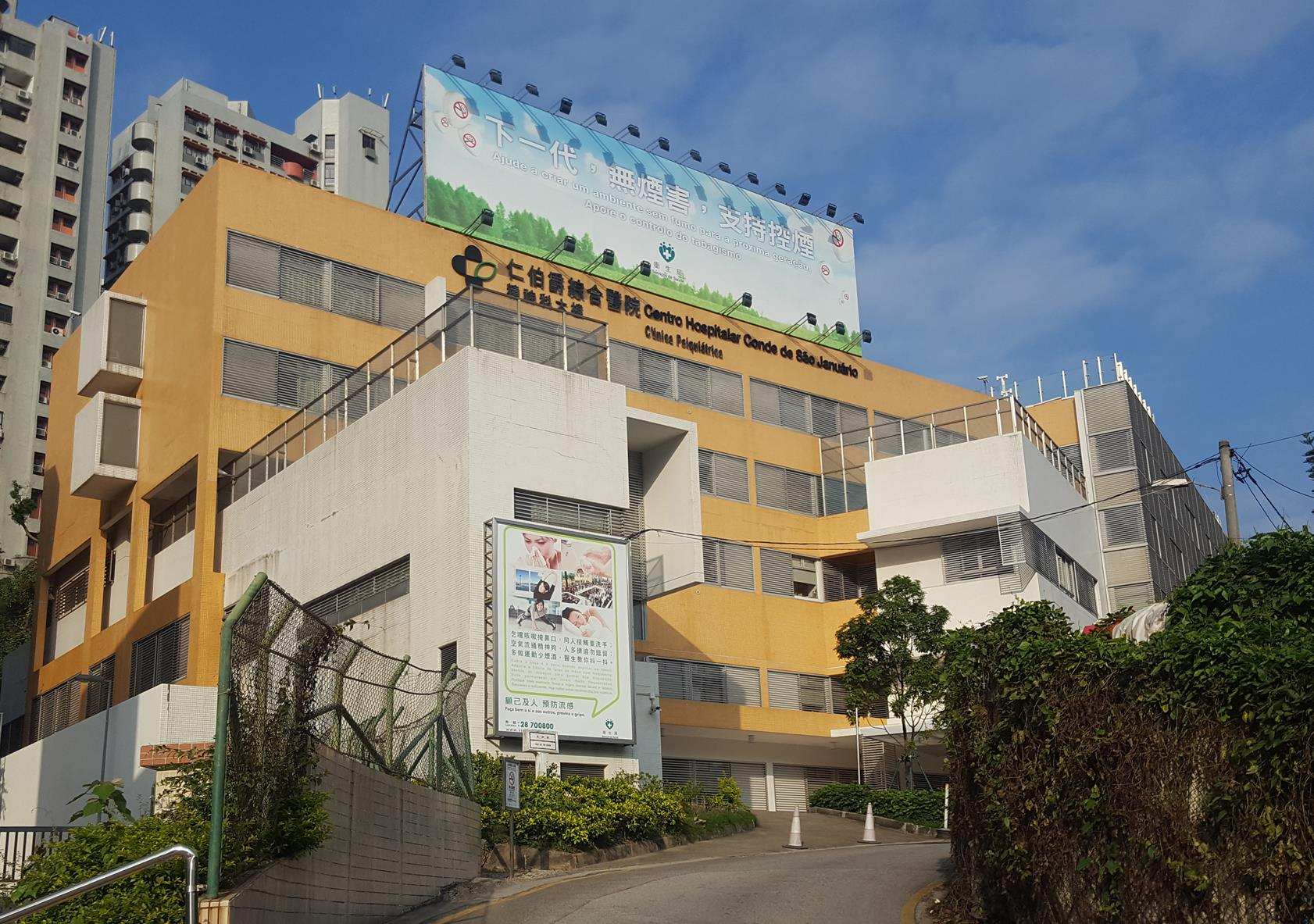
Centro Hospitalar Conde de São Januário

Segundo as estatísticas governamentais, em 2007, Macau contava com 1 226 médicos (em média cerca de 2,3 médicos por cada mil habitantes), 1335 enfermeiros (em média cerca de 2,5 enfermeiros por cada mil habitantes) e 1 014 camas hospitalares disponíveis ao internamento (em média cerca de 1,9 camas por cada mil habitantes). Enquanto a média para o número de médicos e enfermeiros per capita está acima da média global (apesar de ainda estar longe da média europeia), a média do número de camas de internamento per capita está muito abaixo da média global, que é cerca de 3 camas por cada 1 000 habitantes.
Em 2005, o Governo da RAEM gastou 1,56 mil milhões de patacas, tendo registado um aumento de 20% em relação ao ano anterior. Mas, mesmo com todo este investimento, o sistema de saúde pública de Macau, para além da falta de camas de internamento hospitalar, defronta ainda vários problemas, como por exemplo a lentidão ou morosidade de atendimento dos doentes e ainda a falta de pessoal especializado em certos serviços e áreas específicas da medicina.
Além do Governo, existe também muitas entidades privadas, como por exemplo o Hospital Kiang Wu, o Dispensário dos Operários, a Clínica da Associação de Beneficência Tung Sin Tong e tantas outras clínicas privadas, que prestam serviços de saúde. Várias destas entidades recebem apoio financeiro de associações locais e do Governo, como por exemplo o Hospital Kiang Wu. Este hospital privado foi fundado pelos chineses em 1871 e, em 2005, era composta por 237 médicos, 356 enfermeiros, 195 técnicos e 445 trabalhadores com outras funções. O Hospital Kiang Wu dispõe também de um Centro Médico na Taipa, construído em outubro de 2005, para servir principalmente os moradores da Taipa. Em Macau e no ano de 2005, as principais causas de morte foram as doenças do sistema circulatório (32,1%), os tumores (28,2%) e as doenças do sistema respiratório (16,5%).

### Assistência e segurança social
Em 2005, as despesas do Governo da RAEM nos serviços sociais foram mais de 401 milhões de patacas, tendo registado um aumento de 38,88% em relação ao ano anterior. No mesmo ano, o Governo da RAEM, pretendendo dar uma ajuda especial às famílias monoparentais, aos deficientes e aos doentes crónicos, canalizou mais de 20 milhões de patacas para ajudá-los e, com a intenção de ajudar os residentes com mais de 65 anos de idade, criou um subsídio para idosos, que concede anualmente 1 200 patacas a este grupo etário. Este subsídio anual, mesmo criticado por muitas pessoas de Macau por conceder anualmente pouco dinheiro aos idosos, custou ao Governo cerca de 40 milhões de patacas só no ano de 2005.
O Governo de Macau, em 1989, criou um regime contributivo de segurança social para proteger os trabalhadores. Este regime ficou sob a responsabilidade do Fundo de Segurança Social (FSS), estabelecido no dia 23 de março de 1990. Esta instituição, que está sob a alçada do Secretário para a Economia e Finanças, possui autonomia administrativa e financeira, sendo as suas receitas principais os lucros provenientes de investimentos privados e principalmente as contribuições dos empregadores, dos trabalhadores, do Governo (1% das suas receitas correntes) e do sector do jogo (uma determinada percentagem das suas receitas brutas). O Fundo de Segurança Social concede aos trabalhadores contribuintes vários tipos de prestações, tais como a reforma pensionária de velhice, a pensão de invalidez, a pensão social, o subsídio de desemprego, o subsídio de doença, o subsídio de nascimento, o subsídio de casamento, o subsídio de funeral e créditos emergentes das relações de trabalho. Em 2005, conforme os diversos tipos de prestações, a FSS pagou cerca de 229 milhões de patacas. De acordo com a lei, todos os empregadores têm a responsabilidade de inscrever e pagar as suas devidas contribuições, a fim de os seus trabalhadores poderem gozar os benefícios oferecidos pela FSS. Os trabalhadores com pagamento voluntário de contribuições e os trabalhadores por conta própria têm um regime de contribuição diferente. Em 2005, mais de 158 000 trabalhadores contribuintes eram empregados por conta de outrem (incluindo os trabalhadores eventuais e da administração pública), mais de 12 mil eram trabalhadores de pagamento voluntário de contribuições e mais de 10 mil eram trabalhadores por conta própria.

### Transportes

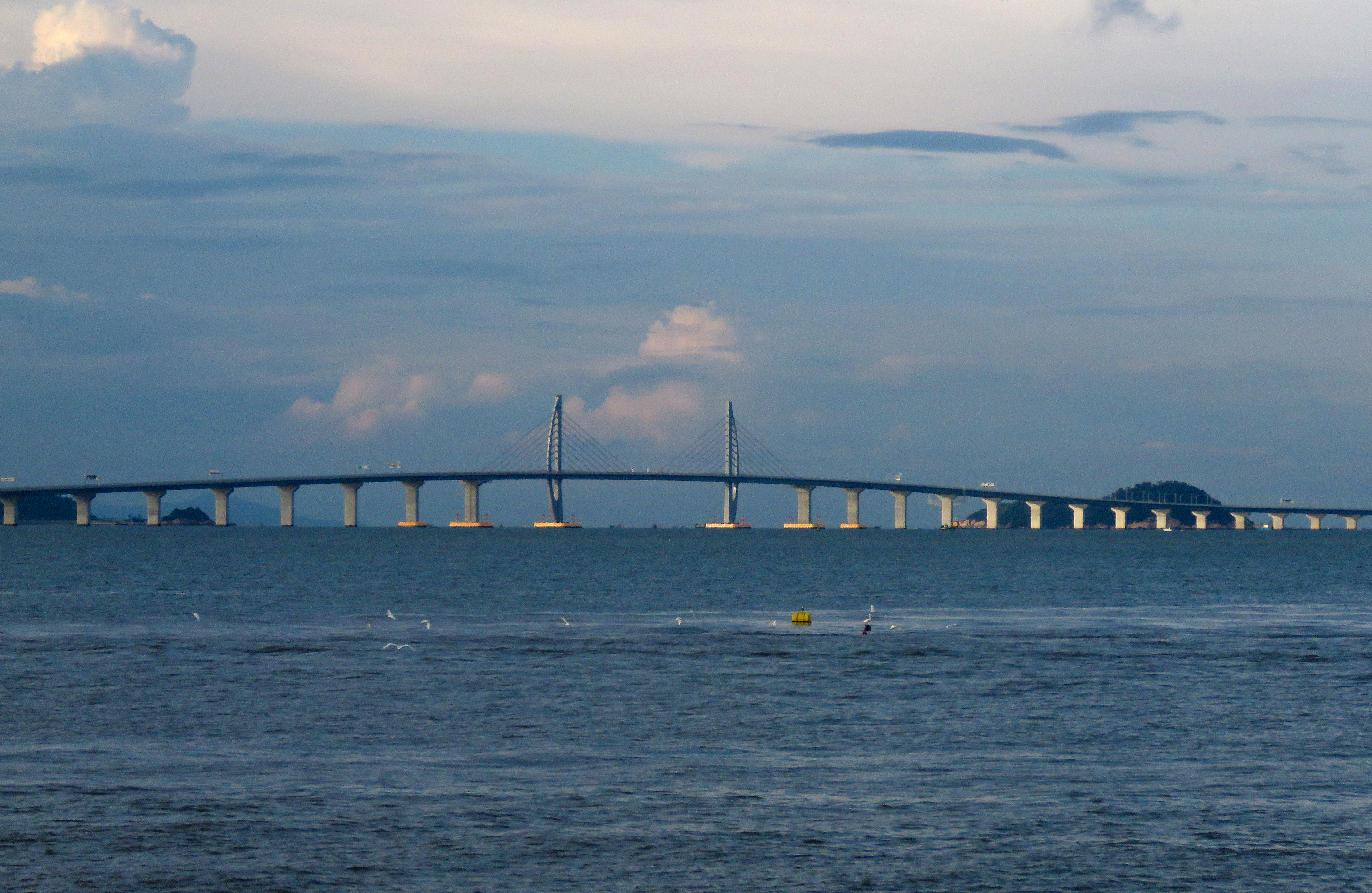
Ponte de Hong Kong-Macau-Zhuhai

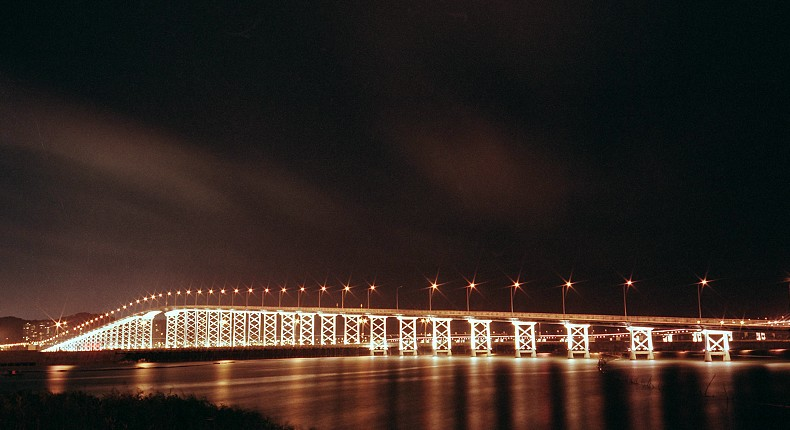
Ponte Governador Nobre de Carvalho

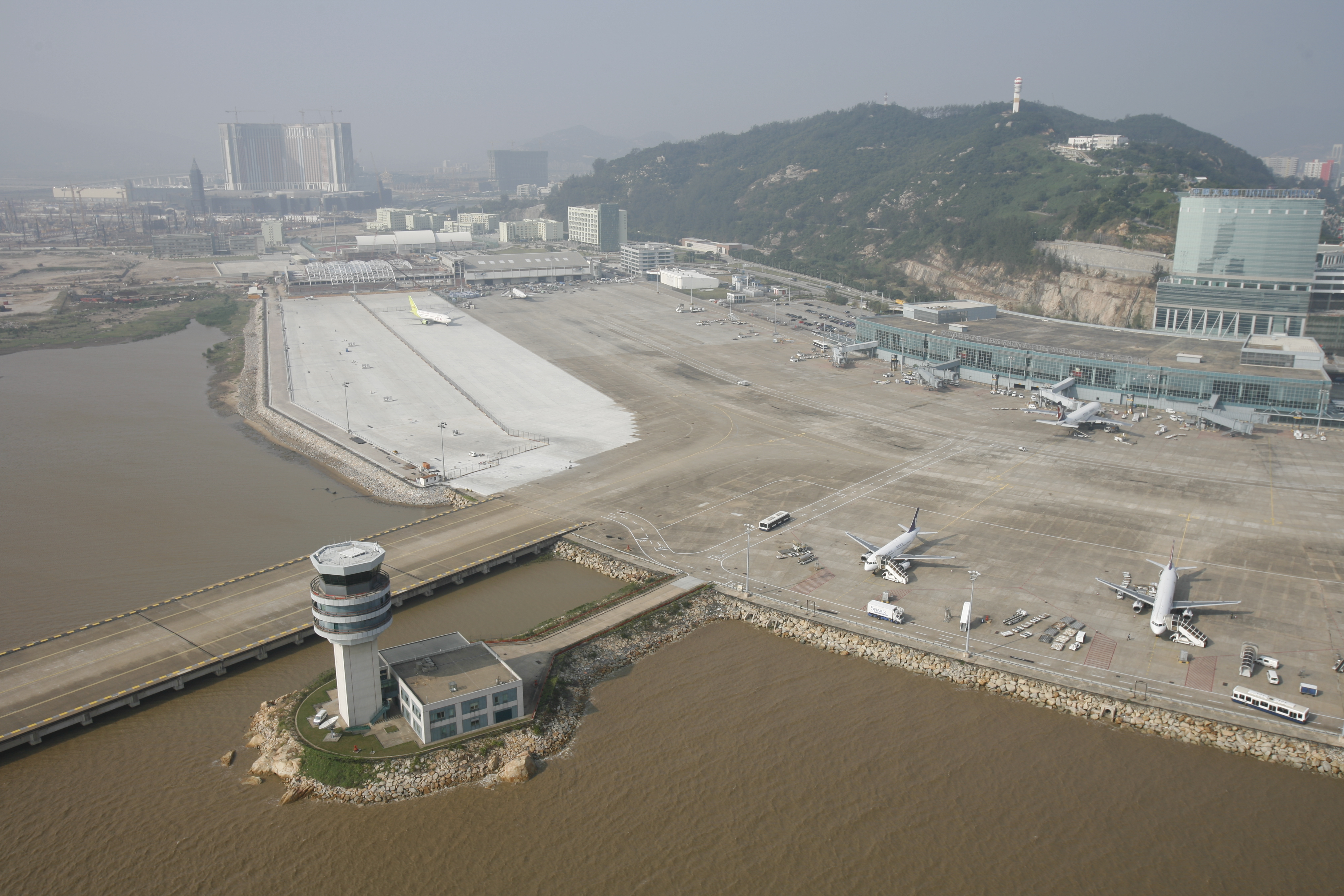
Aeroporto Internacional de Macau

A RAEM é coberta eficazmente por uma rede rodoviária, cuja extensão total atingiu os 368,2 km, no ano de 2004. Esta região chinesa tem também um sistema de transportes públicos relativamente eficiente, cobrindo grande parte da RAEM, apesar de ainda ter vários problemas relativamente graves e urgentes a serem resolvidos, como por exemplo a elevada saturação do sistema e a falta preocupante de condutores de autocarros, que, consequentemente, originou a diminuição do número de autocarros a circularem nesta região. Os dois meios predominantes de transporte público são os autocarros e os táxis. Atualmente, os Transportes Urbanos de Macau S.A.R.L. (Transmac) e a Sociedade de Transportes Colectivos de Macau (TCM) são as duas únicas companhias que são autorizadas a explorar os serviços de autocarros na RAEM. Relativamente aos táxis, no final de 2005, existe somente cerca de 760 veículos deste tipo a circularem em Macau.
O Metro Ligeiro de Macau é o primeiro projecto de transporte sobre carris em Macau. Começou a operar no dia 10 de dezembro de 2019. O sistema é constituído por 1 linha e tem 11 estações. A extensão da linha é de 9,3 km.[carece de fontes?]
No final de 2005, havia em Macau mais de 78 000 ciclomotores e motociclos e mais de 68 000 automóveis ligeiros particulares em circulação e foram registadas mais de 17 000 novas viaturas (apresentando um aumento de 15% em relação a 2004). Relativamente ao estacionamento de viaturas, que é um grande problema que necessita de ser resolvido, existe somente em Macau, no ano de 2005, 14 parques de estacionamento concessionados para o uso público, que têm uma capacidade total para 5 928 veículos ligeiros, 250 mini-autocarros, 240 autocarros ou veículos pesados e 609 motociclos, e ainda cerca de 2931 parquímetros. Tudo isto contribui para o agravamento dos problemas relativamente urgentes relacionados com o trânsito em Macau.
A península encontra-se ligada à ilha da Taipa por três pontes (Ponte da Amizade, Ponte Governador Nobre de Carvalho e Ponte Sai Van). A ilha da Taipa e a ilha de Coloane encontram-se ligadas entre si pela "Estrada do Istmo", construída sobre o istmo de Cotai. Cotai encontra-se por sua vez ligada à ilha chinesa de Hengqin por uma ponte rodoviária (Ponte Flor de Lótus) e futuramente receberá uma ligação ferroviária.
Para estabelecer ligações com o exterior, a RAEM possui um aeroporto internacional, um heliporto e vários portos, que servem ou para o embarque e desembarque de passageiros (destacando-se o Terminal Marítimo do Porto Exterior, também chamado de Terminal Marítimo e Heliporto de Macau) ou para a carga e descarga de mercadorias e também de combustíveis. O transporte marítimo e de helicóptero contribuem de um modo importante para o estabelecimento de ligações frequentes com Hong Kong, Shenzhen, Zhuhai e outras cidades costeiras da Região do delta do rio das Pérolas.

### Educação

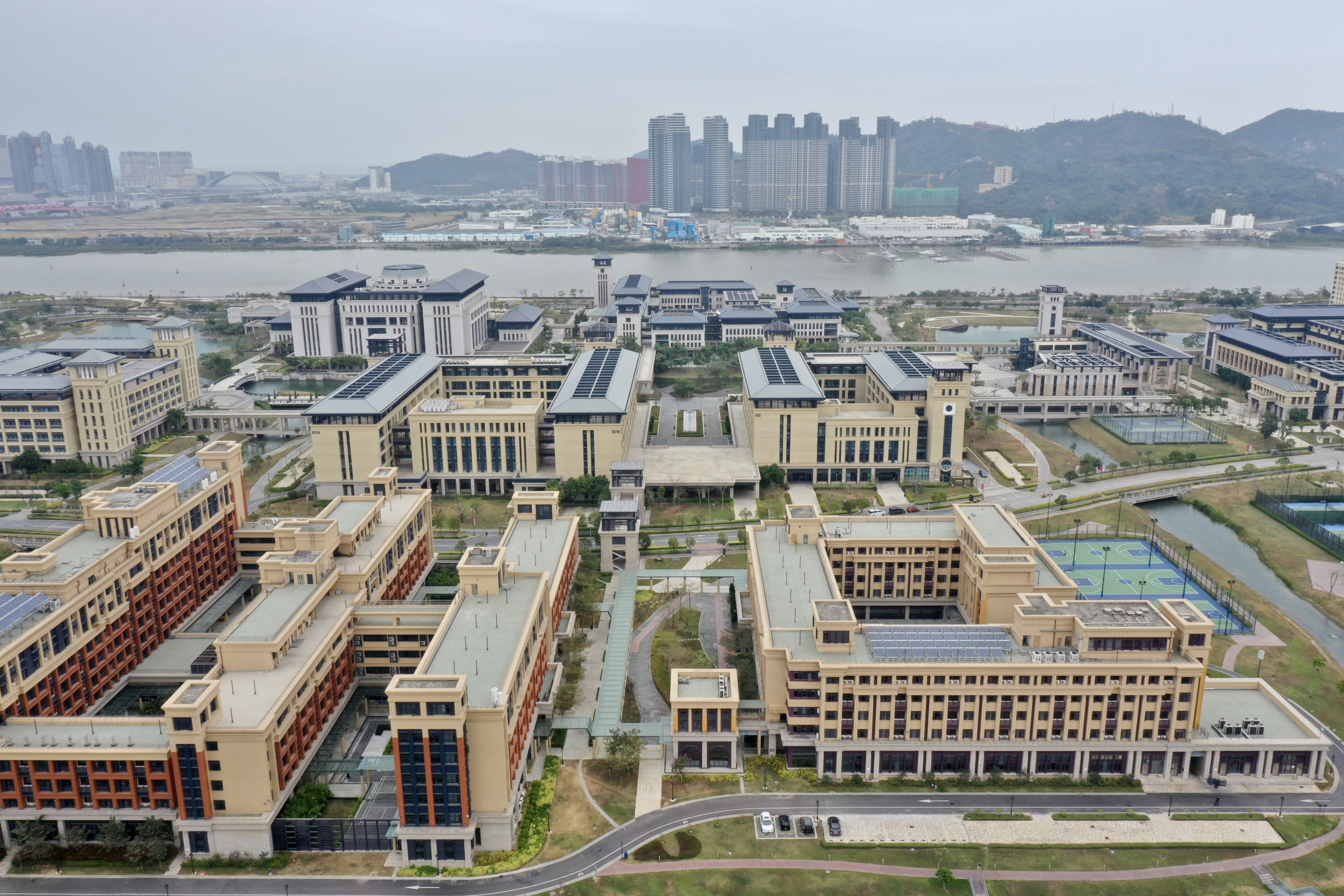
Universidade de Macau

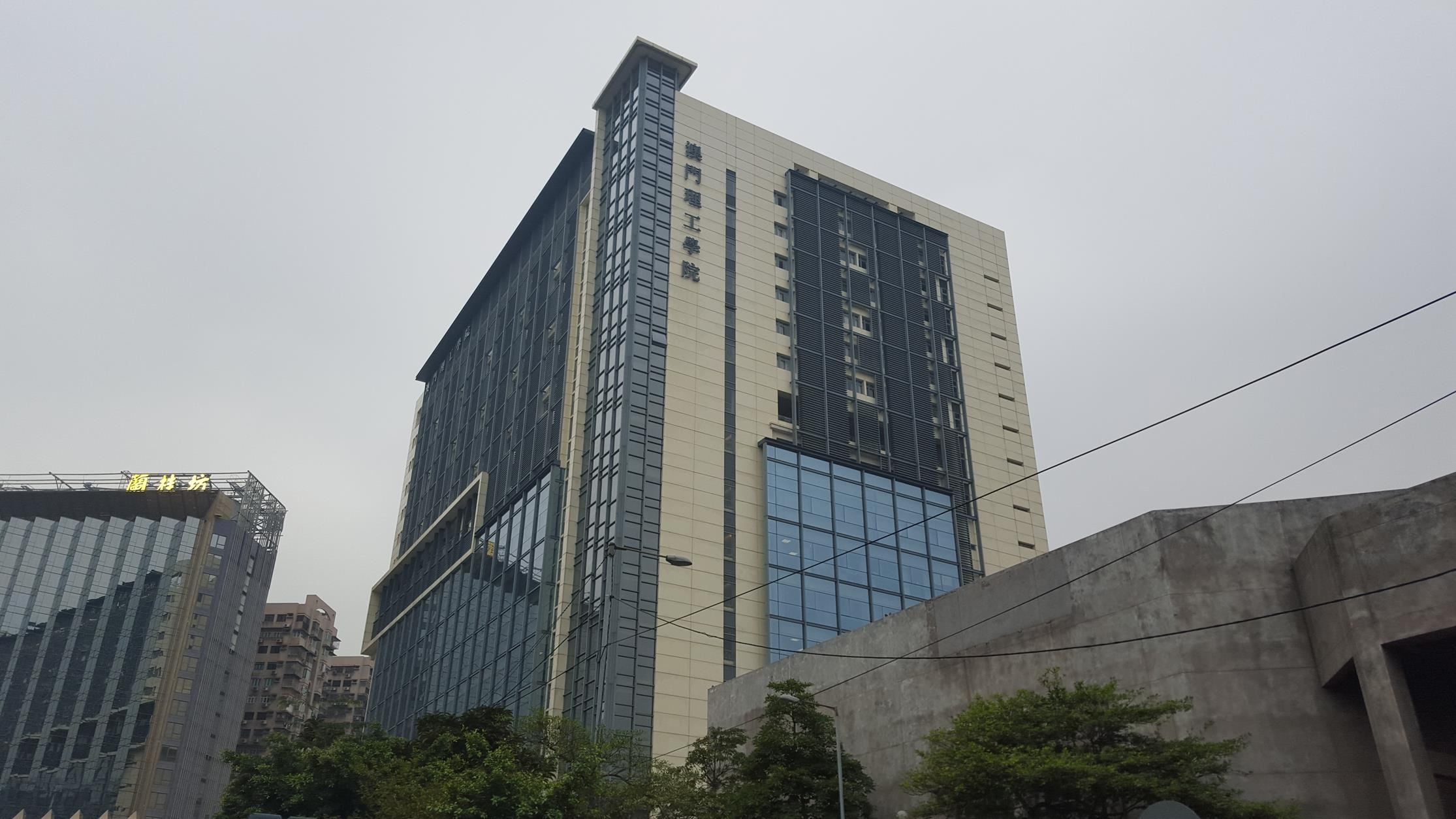
Instituto Politécnico de Macau

Em 2016, a taxa de alfabetização da população residente com idade igual ou superior a 15 anos era somente de 96,5%, registando porém uma subida de cerca de 0,9% relativamente a 2011. Mas, este número deve-se ao facto de a taxa de alfabetização da população com idade superior ou igual a 65 anos se situar somente nos 81,2%. Relativamente à população com idades entre os 15 aos 19 anos, a sua taxa de alfabetização era de 99,7%, um número muito mais animador.
Mas, mesmo assim, os níveis de escolaridade da população de Macau são baixos em relação às outras regiões e países desenvolvidos e mais ricos. Em 2016, só cerca de 23,1% da população activa concluiu o ensino superior, um facto bastante preocupante, dado que Macau, que está a experimentar atualmente um acelerado crescimento económico, necessita de muita mão de obra qualificada e especializada.
Em Macau, a escolaridade obrigatória é aplicada de uma forma obrigatória e universal a todos os menores entre os 5 e os 15 anos de idade. A escolaridade gratuita, que é mais abrangente, engloba o ensino infantil ou pré-escolar (de 3 anos e cujo acesso é permitido quando a criança complete 3 anos), o ensino primário (de 6 anos e cujo acesso é permitido quando a criança complete 6 anos), o ensino secundário geral (de 3 anos) e o ensino secundário complementar (de 3 anos).
Macau não tem um sistema de ensino próprio e universal, sendo por isso usado pelas escolas o sistema educativo britânico, chinês ou português. As línguas chinesa (o cantonense e o mandarim) e inglesa são dadas praticamente em todas as escolas locais. A língua portuguesa é deixada em segundo plano, muito mais depois do ano de transferência de soberania de Macau (1999), com excepção da Escola Portuguesa de Macau, a Escola Primária Luso-Chinesa da Flora e a Escolas Secundária Luso-Chinesa de Luis Gonzaga Gomes que são, atualmente, as únicas escolas de Macau a oferecer currículos semelhantes aos de Portugal e um ensino em língua portuguesa aos alunos do 1.º ano ao 12.º ano de escolaridade. Outras línguas estrangeiras, como o francês, também existem como opções.
No ano lectivo de 2005/2006, existiam em Macau 86 escolas (13 são públicas ou oficiais, 60 são particulares de escolaridade gratuita e 13 são particulares de escolaridade não gratuita) que ministravam o ensino não superior, contando com mais de 92 mil alunos e de 4 490 docentes. E também no ano letivo de 2004/2005, existia em Macau dez instituições de ensino superior, sendo quatro públicas e seis particulares. Estas instituições, sendo a mais antiga a Universidade de Macau, contavam com cerca de vinte e seis mil alunos matriculados e 1 521 docentes e ofereciam juntos um total de duzentos e cinquenta e dois cursos de diploma, bacharelato, licenciatura, pós-graduação, mestrado e doutoramento.

### Comunicações

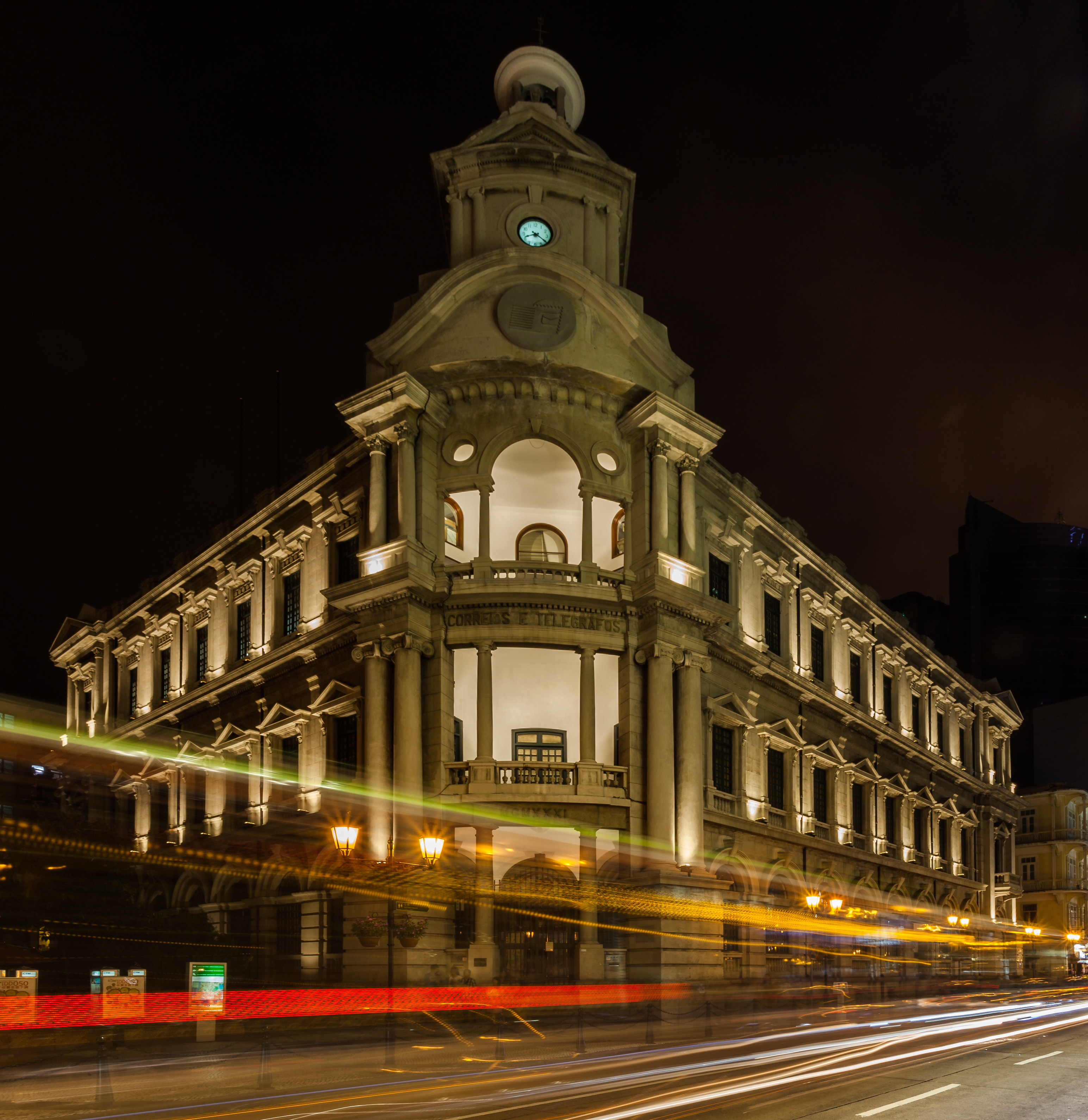
Edifício dos Correios e Telégrafos em Macau

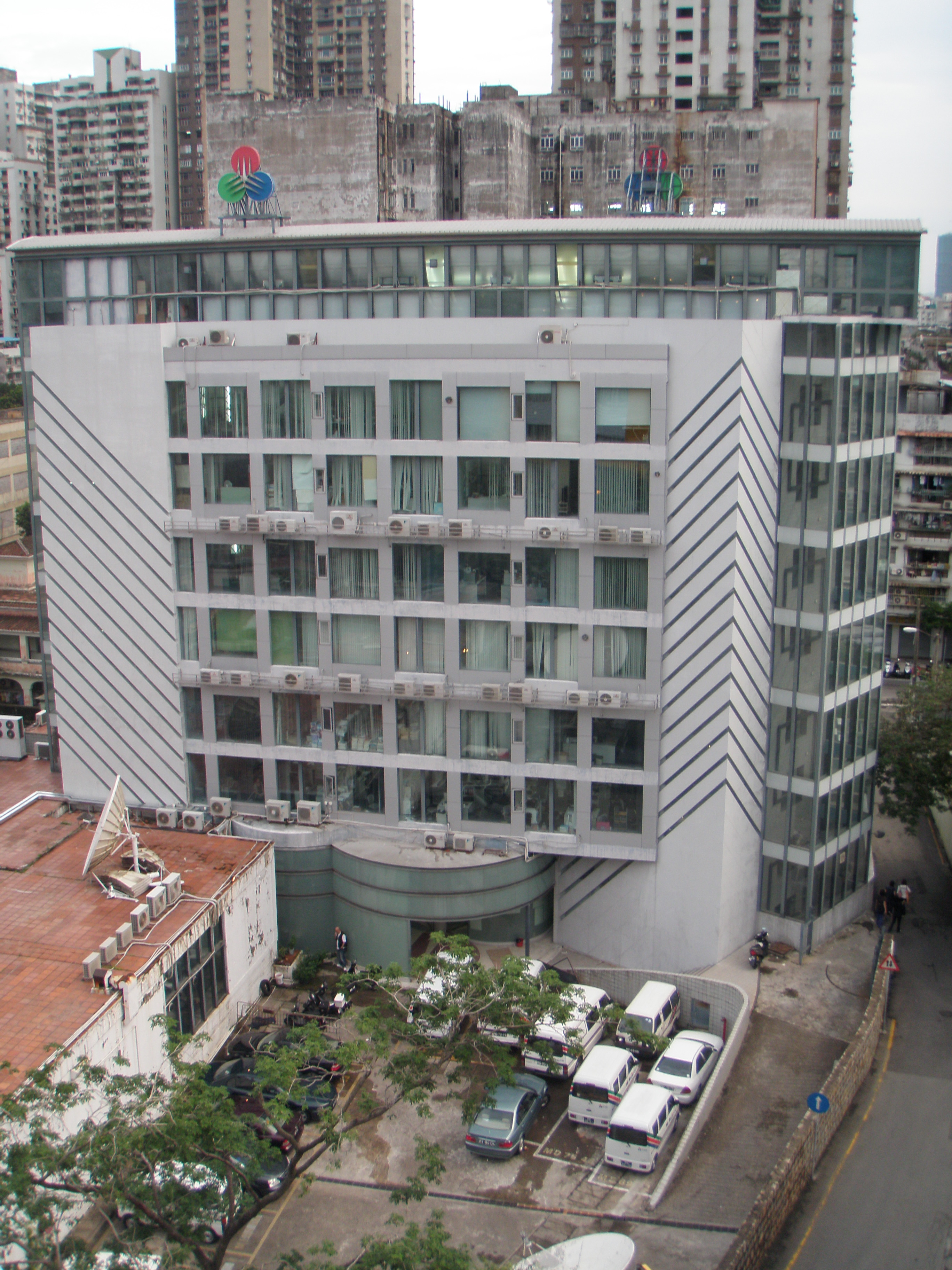
Sede da Teledifusão de Macau

Ao contrário de Hong Kong, a rede local de comunicações de Macau não se tornou numa rede em grande escala e ferozmente competitiva. Por esta razão, esta rede sofre uma forte competição de outras redes regionais próximas da RAEM, nomeadamente a de Hong Kong e a da China continental, cujas redes são, na maioria dos casos, de maior qualidade do que a rede local. Por isso, muitos residentes de Macau escolhem também, muitas vezes em detrimento ou em complementariedade com a rede local, as dezenas de jornais e revistas publicadas e os vários canais e programas de rádio e da televisão emitidos em Hong Kong e na China continental. A Lei Básica e a Lei de Imprensa da RAEM protege e garante as liberdades de expressão, de edição e de imprensa a todas as pessoas de Macau, e o Governo da RAEM garantiu a total autonomia e liberdade dos meios de comunicação, principalmente os de comunicação social, de informar o público e o papel destes meios na vigilância às acções governamentais.
Relativamente à televisão (TV) e ao rádio, existe em Macau: a estação de televisão Teledifusão de Macau, S.A. (TDM), que foi fundada em 1982; as duas estações de rádio Rádio Macau e Rádio VilaVerde Lda a empresa responsável pela distribuição de serviços de televisão por cabo, a TV Cabo Macau, S.A.; e três empresas que fornecem serviços de radiodifusão televisiva por satélite, a Cosmos Televisão por Satélite, a Companhia de Televisão por Satélite China (Grupo) S.A. e a Companhia de Televisão por Satélite MASTV, Limitada.
A imprensa só apareceu em Macau durante o século XIX, mas foi a partir dos anos 1930 que os jornais de Macau começaram a desenvolver-se aos passos. Atualmente, publicam-se diariamente, com uma tiragem total superior a 100 000 exemplares, oito jornais (diários) de língua chinesa, sendo o mais antigo o "Tai Chung Pou" (fundado em julho de 1933) e o mais novo o "San Wa Ou" (fundado em dezembro de 1989). O maior jornal de Macau é o "Ou Mun Iat Pou", fundado em 15 de agosto de 1958, e este exerce uma grande influência na Cidade, representando a maior parte da tiragem total diária. É possuído por uma empresa privada que mantém fortes laços e amizades com o Partido Comunista Chinês. O "Va Kio Pou", fundado em 20 de novembro de 1937, é o segundo maior jornal chinês de Macau. Entre os seis semanários de língua chinesa ainda existentes, o mais antigo é o "Assuntos Correntes", fundado em 1972. Todos eles, com excepção do Semanário Desportivo de Macau, que divulga notícias relacionados com o desporto, tratam de assuntos de interesse geral da população local. Há cada vez mais pessoas que criticam a imprensa chinesa, por esta ser maioritariamente pró-China e pró-governo e por esta muitas vezes praticar a chamada autocensura, ao evitar, sem ameaça directa de outrem, certos temas sensíveis, por temer represálias da China.
Relativamente à imprensa em língua portuguesa, existe em Macau 3 diários, 1 semanário e um suplemento em língua portuguesa lançado pelo diário chinês "Tai Chung Pou" no dia 10 de setembro de 2007. Com excepçăo do semanário católico "O Clarim", que foi fundado em 1948, grande parte dos jornais de língua portuguesa que atualmente ainda continuam presentes em Macau foram fundados na década de 1980 do século XX. Em 2014, o O Clarim, para além da sua histórica edição em língua portuguesa, passou a disponibilizar também edições semanais em inglês e em chinês, tornando-se assim num semanário trilíngue (português, chinês e inglês). Também se publicam vários tipos de revistas em Macau, destacando-se, como por exemplo, a revista Macau.
Em 1995, os serviços de Internet foram lançados em Macau e em 2000, o Serviço Internet de banda larga, lançado pela CTM, entrou finalmente em serviço. Em 2001, o Governo da RAEM começou a emitir licenças de serviços de Internet para vários operadores, tendo concedido até 2005 licenças definitivas a 17 companhias. Em 2002, o regulamento administrativo sobre a prestação destes serviços foi finalmente publicado. Em 2005, mais de 88 mil pessoas eram utentes da Internet, ou seja, cerca de 18% da população total de Macau, sendo que cerca de 68 000 eram utilizadores registados da banda larga. O atual código de Internet de Macau é ".mo".

## Cultura

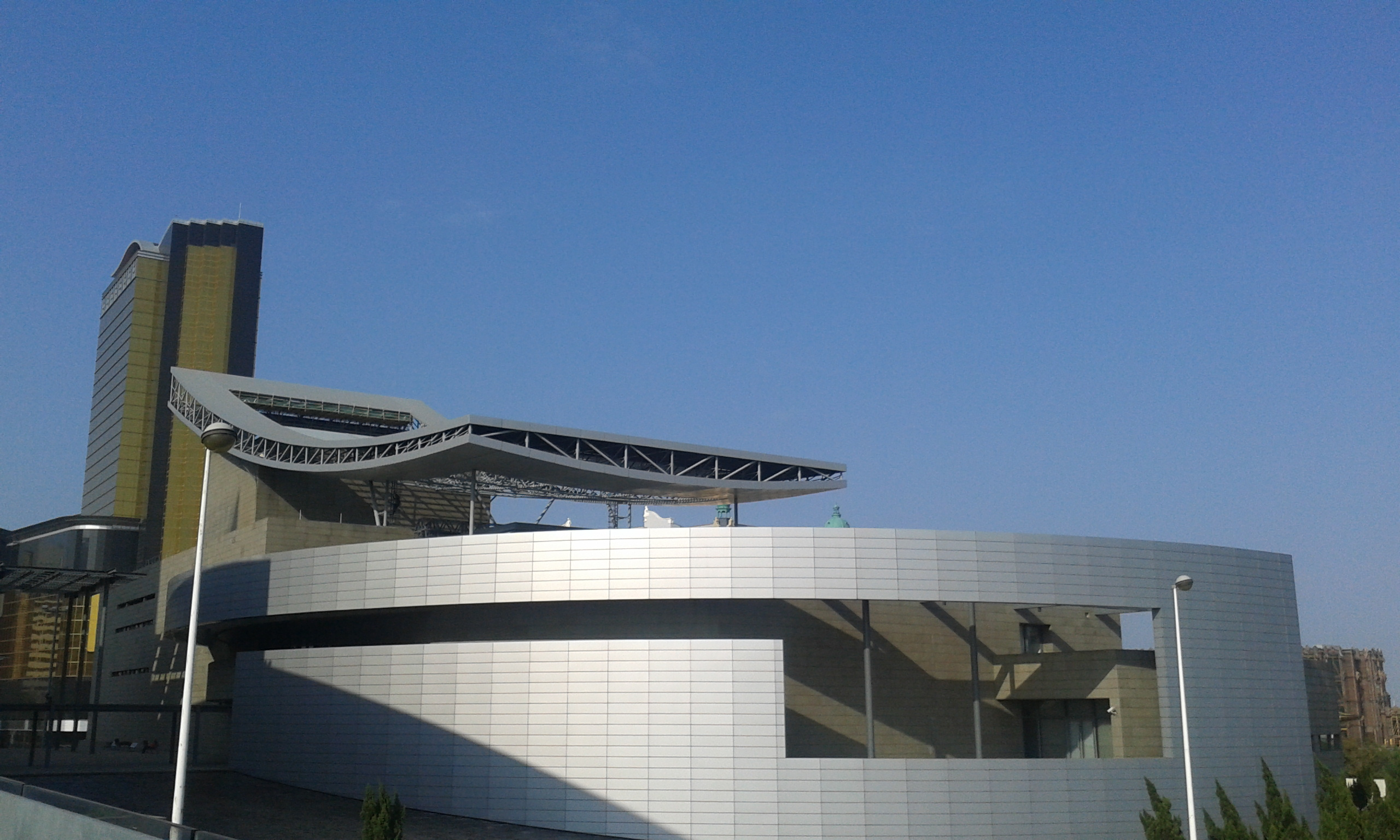
Centro Cultural de Macau

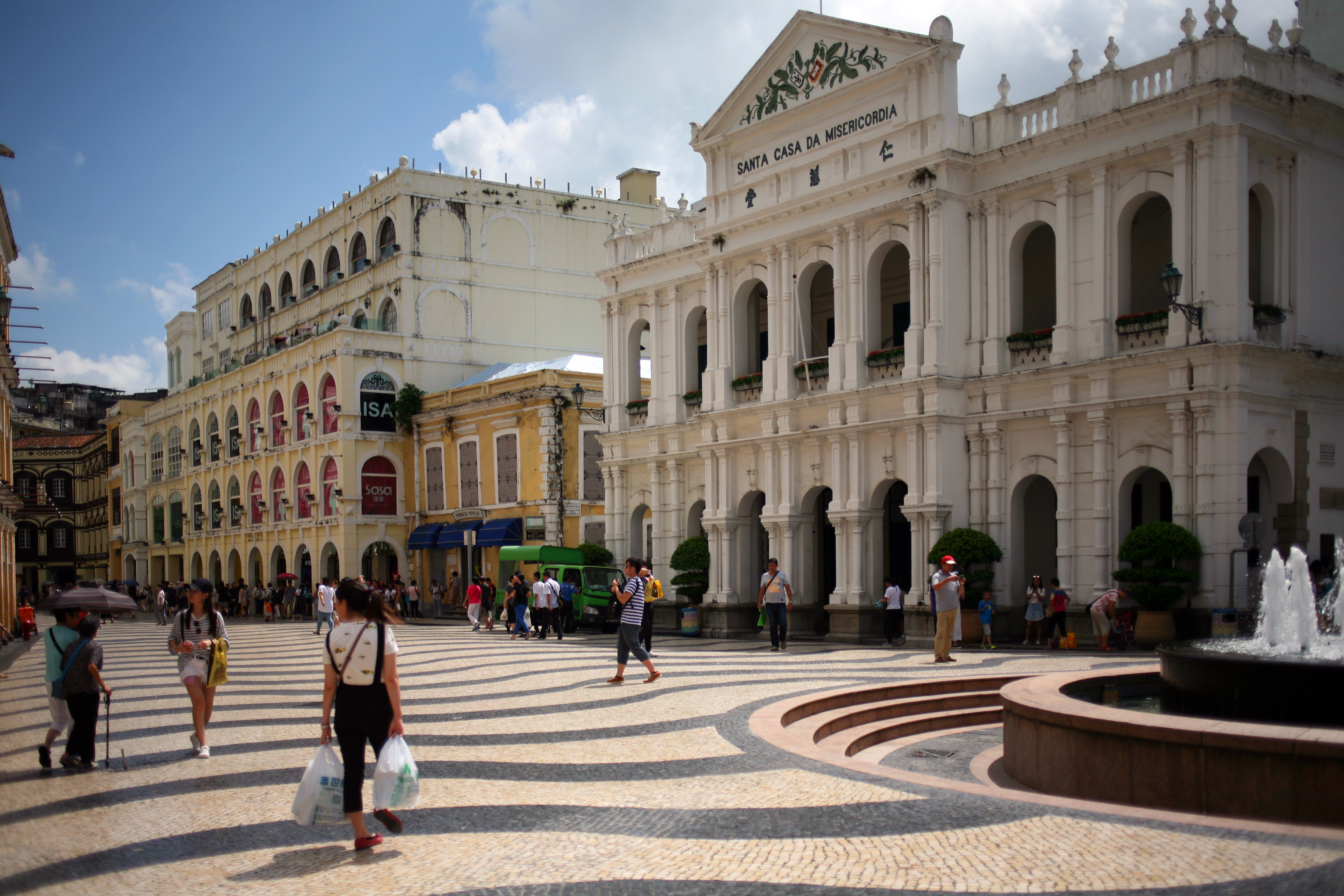
Largo do Senado

Macau é muitas vezes caracterizado como um ponto de encontro, de coexistência harmoniosa e de intercâmbio multicultural (principalmente entre a cultura chinesa e ocidental), e consequentemente, um sítio onde se convergem muitos valores, crenças religiosas, costumes, hábitos, tradições e estilos arquitectónicos. Esta característica única e própria de Macau constitui uma das suas especificidades mais importantes. Os macaenses, uma das maiores heranças deixadas pela multissecular administração portuguesa de Macau, têm a sua própria cultura e maneira de viver, distinta quer da dos portugueses quer da dos chineses, bem como o seu próprio crioulo, o patuá macaense, que está em vias de extinção. Este crioulo é baseado no português e fortemente influenciado pelo cantonês, pelo malaio e por muitas outras línguas. Tudo isto é fruto do longo e histórico convívio, coexistência e intercâmbio entre as culturas ocidental e oriental.
Este encontro harmonioso multicultural é revelado também, como por exemplo, no calendário dos feriados e das festividades de Macau, destacando-se como por exemplo o Ano Novo Lunar Chinês, o Dia do Buda, o Natal e a Páscoa. O Governo da RAEM organiza muitos espectáculos, concertos e atividades e eventos recreativos e culturais, destacando-se o Concurso de Jovens Músicos de Macau (realizado no Verão), a Exposição de Artes Visuais, o Festival Internacional de Música (realizado em outubro) e o Festival de Artes de Macau (realizado em março). Macau possui uma rede de bibliotecas públicas, pondo em disposição ao público mais de 541 000 volumes e 24 000 objectos multimédia; um arquivo histórico (o Arquivo Histórico de Macau), que tem como objectivo principal recolher, tratar, preservar e difundir documentos com valor histórico; muitos museus, destacando-se o Museu de Macau e o Museu Marítimo; e um centro cultural (o Centro Cultural de Macau), que tem aproximadamente uma área de 45 000 m².
A protecção, valorização e preservação do património histórico, arquitectónico e cultural de Macau é uma prioridade importante do Governo da RAEM, sendo este património uma atracção turística de grande importância para Macau. Dezenas de edifícios e lugares históricos, como por exemplo as famosas Ruínas de São Paulo e o Templo de A-Má, foram inclusivamente reconhecidos como fazendo parte da história mundial, visto que ilustram bem um dos primeiros e mais duradouros encontros entre a China e o Mundo ocidental. Por esta razão, foram incluídos na lista do Património Mundial da UNESCO, no dia 15 de julho de 2005. A partir daquele momento, este conjunto arquitectónico histórico passou a chamar-se de Centro Histórico de Macau.

### Culinária

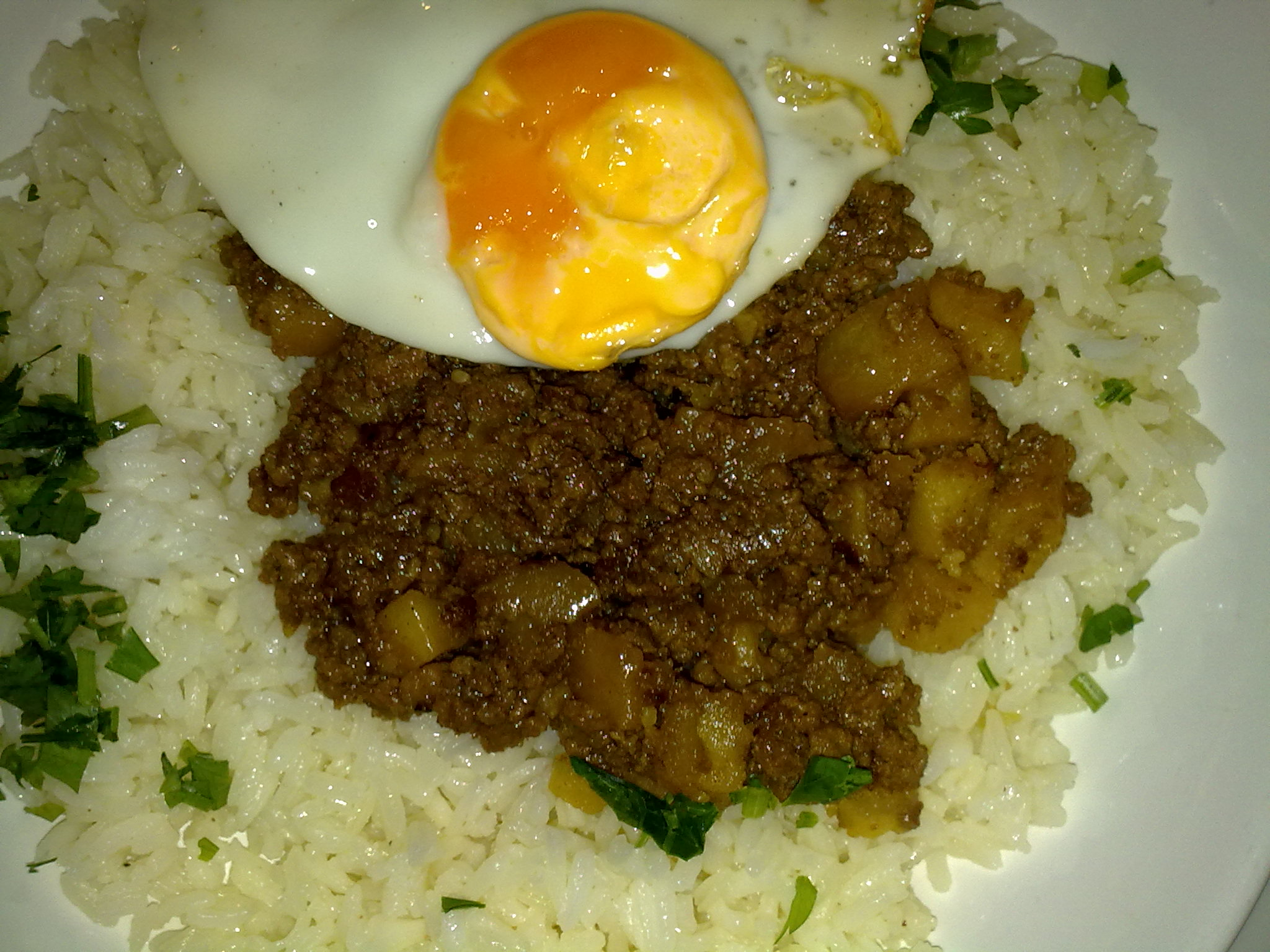
Minchi, prato típico da culinária de Macau

A culinária de Macau também é uma mistura de culturas. Algumas das delícias da gastronomia da China, principalmente do Sul da China, são a sopa de barbatana de tubarão, a sopa de fitas, o arroz glutinoso e o famoso dim sum (點心, diǎnxīn em Mandarim), que é uma mistura riquíssima de pequenos pratos diferentes, servidos principalmente nos restaurantes onde existe o "Yam Tchá" (traduzido literalmente em português: beber chá).
Quando se fala sobre a culinária de Macau, é de destacar a culinária dos macaenses, considerada única no Mundo, que nasceu quando as esposas orientais dos portugueses tentavam fazer comidas portuguesas com os ingredientes locais (principalmente os de origem chinesa), mas também com vários ingredientes oriundos de lugares (como por exemplo Malaca, Índia e Moçambique) visitados pelos portugueses na altura dos Descobrimentos. Evidentemente, as tradições culinárias destas esposas influíram nestas comidas, originando a culinária macaense, considerada por muitos como uma genuína gastronomia de fusão. Sopa de lacassá e porco afumado, min chi (carne picada), balichão, "tacho" (ensopado de carne e legumes), arroz gordo, cabidela de pato, camarões grandes recheados, chetnim de bacalhau, inhame chau-chau com lap-yôck, galinha assada, caldo de raiz de lótus e caril de galinha são algumas das comidas macaenses populares.

### Desportos

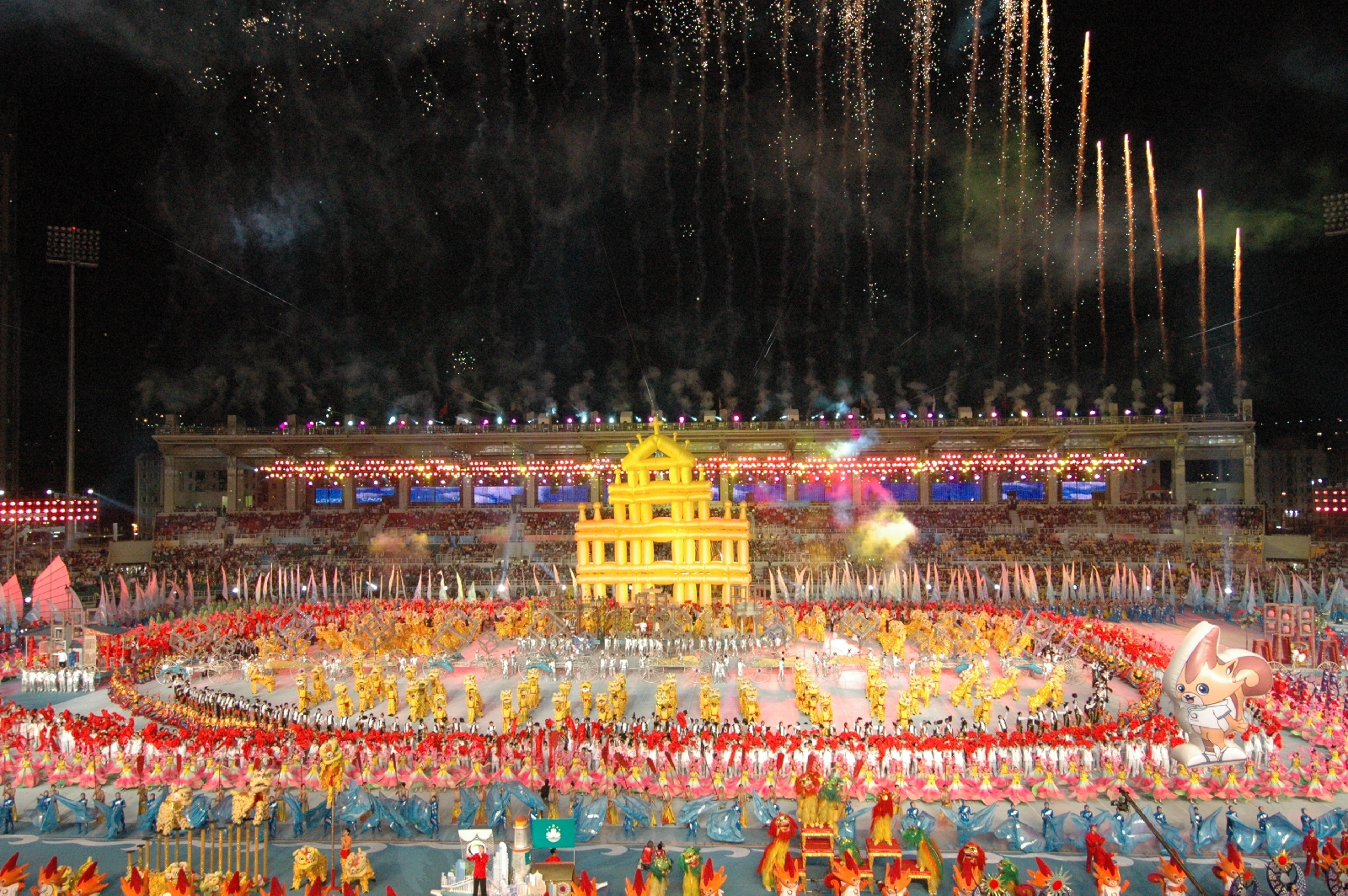
Estádio de Macau durante os Jogos da Ásia Oriental de 2005

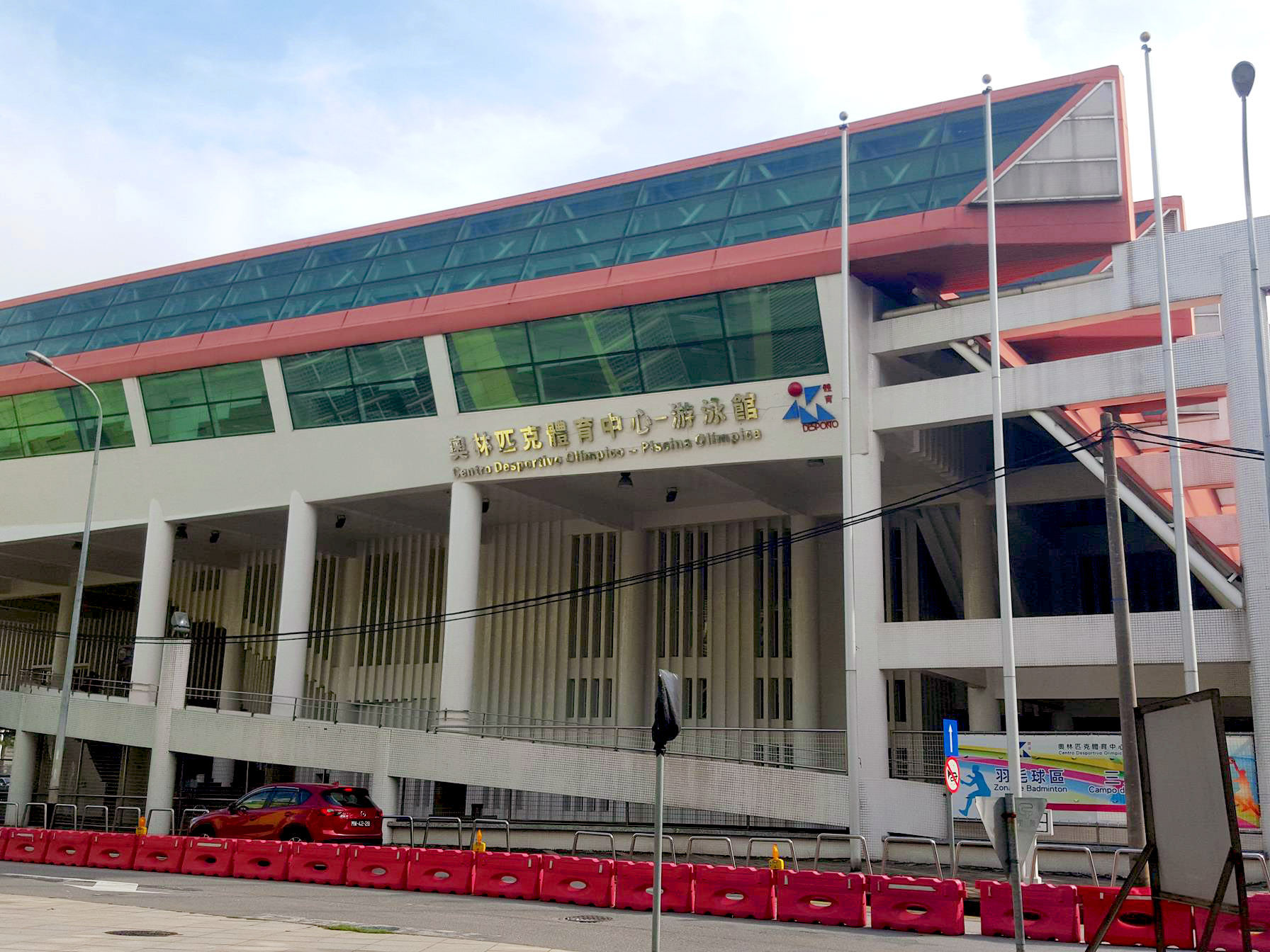
Piscina Olímpica de Macau, localizado na Taipa

O Governo da RAEM, para promover o desporto para todos e divulgar junto da população as vantagens do exercício físico na saúde, organiza muitas atividades e eventos, como por exemplo o Dia de Desporto em Família, o Dia do Desporto para Todos, o Festival Desportivo das Entidades Públicas, o Festival Desportivo das Mulheres de Macau e o Dia Internacional do Desafio. Macau possui muitos campos, pavilhões, centros e instalações desportivas de grande qualidade, destacando-se o Estádio Campo Desportivo e a Piscina Olímpica de Macau, sendo quase sempre abertas para o uso público. Esta região administrativa especial possui também uma rede de trilhos (localizado nas ilhas da Taipa e Coloane), piscinas e praias públicas e um número significativo de parques e jardins (atendendo à reduzida área de Macau), oferecendo à população um lugar para praticarem exercícios matutinos ou para frequentarem por puro lazer.
O futebol é o desporto mais praticado no território e o que tem mais amantes. Dado a existência de poucos campos de dimensões oficiais para futebol entre 22 jogadores (duas equipes) para atender às necessidades do grande número de praticantes locais de futebol, existe em Macau o futebol jogado a 7, o qual se denominou "Bolinha", praticado em campos de menor dimensão como o existente no Colégio D. Bosco. Existe em Macau dezenas de associações e clubes de futebol, nomeadamente o Clube Desportivo Monte Carlo. As ligas e grande parte das competições de futebol são anualmente organizadas pela Associação de Futebol de Macau, mas devido à pequena população de Macau (cerca de meio milhão), as ligas profissionais são financeiramente inviáveis. A modalidade de futebol de salão (futsal) é também uma das mais praticadas pela juventude de Macau.
O hóquei em campo e a pelota basca foram outros desportos que tiveram a sua dimensão em Macau, mas que com o tempo se perderam a sua glória e praticamente desapareceram. O hóquei em patins, muito por influência da comunidade portuguesa, ainda prevalece em Macau como uma boa alternativa de desporto para muitos jovens, além de ténis de mesa, badminton, basquetebol e voleibol. As modalidades relacionadas com artes marciais como o kung fu, karaté, judo e taekwondo são muito populares e têm muitos adeptos. A maioria da população mais idosa, principalmente chinesa, opta por praticar tai chi, como desporto de manutenção. Macau também organiza muitos eventos e competições desportivas locais. A nível regional e internacional, Macau organiza anualmente o Grande Prémio de Macau e organizou em 2005 os 4.os Jogos da Ásia Oriental, em 2006 os 1.os Jogos da Lusofonia e em 2007 os 2.os Jogos Asiáticos em Recinto Coberto.

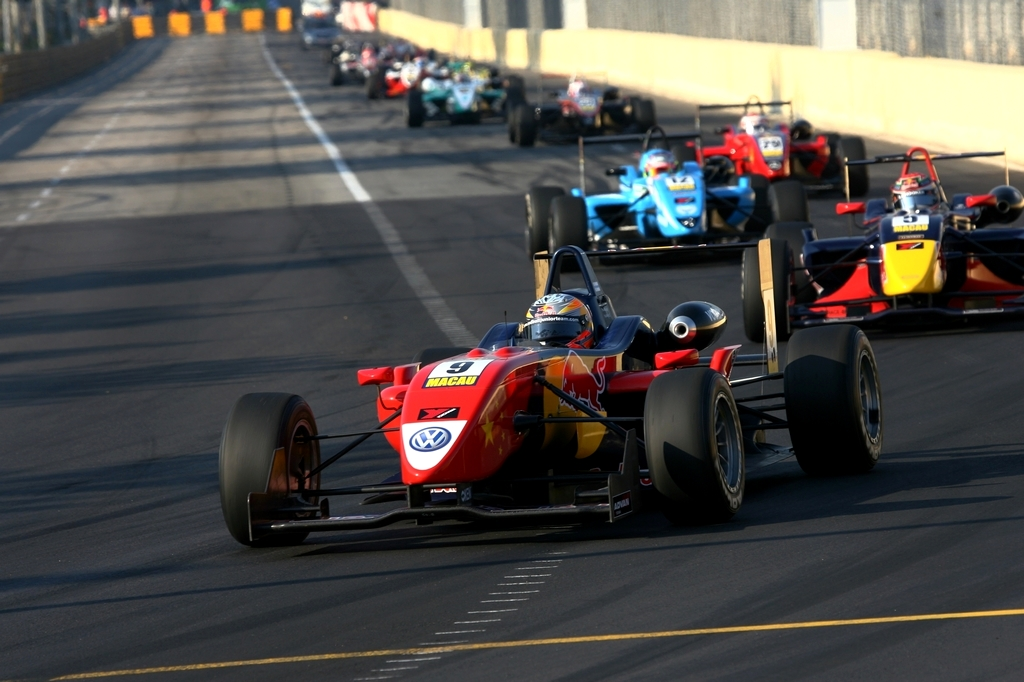
Pilotos da Fórmula 3 durante o Grande Prémio de Macau de 2008

Uma das atracções de Macau é o Grande Prémio de Macau, uma série de espectaculares corridas de automóveis e motociclos, desde a corrida dos carros clássicos, passando pelos Super-Cars até à Fórmula 3 (a mais esperada). Todos os meses de novembro, e desde o ano de 1954, os melhores pilotos do mundo são convidados a participar num dos circuitos mais emocionantes e perigosos do Mundo. Trata-se de um circuito que percorre o meio da cidade, intercalando longas rectas (Porto Exterior) com as sinuosas curvas do monte da Guia. A curva do Hotel Lisboa é o local onde mais acidentes são registados. Os pilotos mais famosos que passaram neste circuito foram: Ayrton Senna, Michael Schumacher, Mika Häkkinen, Rubens Barrichello, David Coulthard e Ralf Schumacher. Muitos deles usaram o circuito de Macau como trampolim para a Fórmula 1. O piloto chinês Michael Kwan, na prova de Super Cars, é um dos que mais vezes venceram em Macau, tendo inclusive participado numa das corridas com um recém-fabricado Ferrari F50. Contudo, a dificuldade do circuito e a inexistência de escapatórias têm provocado algumas mortes desde a criação das competições principalmente em motociclos. Durante os dois dias de treino e principalmente durante os dois dias de competição, um número significativo de residentes de Macau e de turistas assistem a estas corridas espectaculares. Em 2003, celebrou-se o 50.ª edição do Grande Prémio, com muitas celebrações e festas, incluindo uma demonstração de Fórmula 1.

### Feriados
Segue-se uma lista dos feriados da Região Administrativa Especial de Macau:
| Data           | Nome                                                                           | Observações                                                            |
| -------------- | ------------------------------------------------------------------------------ | ---------------------------------------------------------------------- |
| 1 de janeiro   | Ano Novo (ou Fraternidade Universal)                                           |                                                                        |
| Variável       | Ano Novo Lunar Chinês                                                          | Celebrado em finais de janeiro ou princípios de fevereiro.             |
| Variável       | Cheng Ming                                                                     | Dia de Finados na tradição chinesa, celebrado normalmente em abril.    |
| Variável       | Morte de Cristo                                                                | Celebrado numa sexta-feira, em finais de março ou princípios de abril. |
| Variável       | Véspera da Ressurreição de Cristo                                              | Celebrado num sábado, um dia depois da Morte de Cristo.                |
| 1 de maio      | Dia do Trabalhador                                                             |                                                                        |
| 11 de maio     | Dia do Buda                                                                    |                                                                        |
| 6 de junho     | Tung Ng (ou Barco Dragão)                                                      |                                                                        |
| 13 de setembro | Dia seguinte ao Chong Chao (ou Bolo Lunar)                                     |                                                                        |
| 1 de outubro   | Implantação da República Popular da China                                      |                                                                        |
| 2 de outubro   | Dia seguinte à Implantação da República Popular da China                       |                                                                        |
| 6 de outubro   | Chong Yeong (ou Culto dos Antepassados)                                        | Dia reservado ao culto dos antepassados na tradição chinesa.           |
| 2 de novembro  | Dia de Finados                                                                 | Celebrado por pessoas de tradição católica e ocidental.                |
| 8 de dezembro  | Imaculada Conceição                                                            | Dia da Padroeira de Portugal                                           |
| 20 de dezembro | Dia Comemorativo do Estabelecimento da Região Administrativa Especial de Macau |                                                                        |
| 21 de dezembro | Solstício de Inverno                                                           |                                                                        |
| 24 de dezembro | Véspera de Natal                                                               |                                                                        |
| 25 de dezembro | Natal                                                                          |                                                                        |